# Route 66

Route-66-Schild

Die Route 66 war eine ursprünglich 2451 Meilen (3945 Kilometer) lange Fernstraße (US Highway) im Fernstraßensystem der USA von Chicago (Illinois) nach Santa Monica/Los Angeles (Kalifornien). Sie galt ab 1926, abgesehen vom Lincoln Highway, als eine der ersten durchgehend befestigten Straßenverbindungen zur Westküste. Heute existieren nur noch Teilstücke der früher auch Mother Road oder Main Street of America genannten Gesamtstrecke. Sie bilden Anziehungspunkte für Touristen und Nostalgiker. Die verbliebenen Teile werden nicht mehr einheitlich als Route 66 bezeichnet und sind nicht mehr durchgehend befahrbar.

## Allgemeines
Die Route 66 besitzt eine diagonal verlaufende Streckenführung von Nordost nach Südwest. Wegen ihrer Länge durchquert sie acht Bundesstaaten. Auch in ihrer Hochphase war sie jedoch nicht die längste Fernstraße der USA, sondern wurde übertroffen vom Lincoln Highway von New York City nach San Francisco (3389 Meilen, 5454 km) und dem U.S. Highway 20 zwischen Boston und Newport (Oregon) (3365 Meilen, 5414 km). „Route 66“ ist überwiegend keine offizielle Straßenbezeichnung mehr, so dass sie auf regulären Straßenkarten nur selten zu finden ist. Einige Bundesstraßen führen sie als „Historic Route 66“ in Form des „National Scenic Byway“.

## Geschichte

### Anfänge

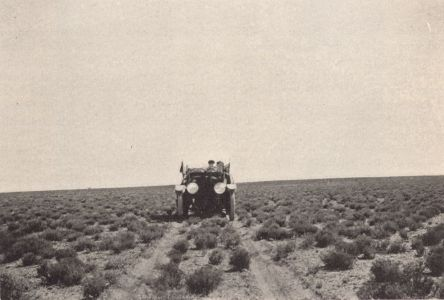
Der National Old Trail bei Holbrook (Arizona)

Erste Fahrrouten nach Westen, die teilweise schon die Siedler mit ihren Planwagen befahren hatten, waren einfache Wege durch die Prärie und noch keine befestigten Straßen. Die National Old Trails Road (auch Ocean-to-Ocean Highway genannt), die von Baltimore im Osten (manche Karten wiesen auch New York als Beginn aus) nach Westen durch die USA verlief, bestand seit 1912. Die Streckenführung durch Arizona und Kalifornien verlief zu großen Teilen dort, wo später auch die Route 66 entlangführen sollte.
Im Jahre 1915 machte ein Motorradfahrer namens Erwin G. Baker Schlagzeilen, der die USA von Küste zu Küste in elf Tagen durchquerte und danach über „Wege wie frisch gepflügte Äcker“ berichtete. Im Zuge des aufkommenden Autoverkehrs nach dem Ersten Weltkrieg wurden viele Straßen gebaut – der Ruf wurde laut nach einer durchgehend befestigten Straßenverbindung von der Ost- an die Westküste, die noch immer durch die Gebirgskette der Rocky Mountains und durch Wüsten vom Rest des Landes weitgehend getrennt waren.
Cyrus Stevens Avery (* 1871, † 1963; aus dem an der Route 66 gelegenen Tulsa/Oklahoma) gilt als Vater der Route 66. Am 30. April 1926 sandte er ein Telegramm von Springfield (Missouri) nach Washington, D. C., worin er für die neue Fernstraße den Straßennamen „Route 66“ vorschlug. In einem Brief vom 23. Juli 1926 versicherte er dem Büro für Staatsstraßen, dass die US-Regierung stolz sein würde, eine durchgehende Straßenbezeichnung für eine Straße von Chicago nach Los Angeles zu besitzen. Die Straßennummer „66“ war eine der wenigen Nummern, die in den betroffenen Bundesstaaten noch nicht vergeben waren.

Markenzeichen der Tankstellenkette „Phillips 66“

Die Route 66 wurde nicht überall neu gebaut, sondern es wurden teilweise bereits vorhandene Regionalstraßen (wie etwa die „National Old Trails Road“) umgewidmet. Deshalb konnte die Eröffnung bereits am 11. November 1926 stattfinden, die einheitliche Straßenbezeichnung als „Route 66“ galt ab 26. November 1926. Zu jenem Zeitpunkt waren erst 800 Meilen (1287 km) asphaltiert.
Zur Werbung für die Route 66 wurden im Auftrag der Route 66 Association in den Jahren 1928 und 1929 die sogenannten „Bunion Derbys“ abgehalten. Dabei handelte es sich um Laufveranstaltungen in Form von Etappenrennen, die über eine Länge von rund 5.500 km durch die ganze USA führten.
Im Jahre 1933 fuhr Erwin G. Baker, der mit über 100 Werbe- und Rekordfahrten als Cannonball bekannt geworden war, teilweise auf der neuen Strecke von New York nach Los Angeles in der Rekordzeit von 53 Stunden. Seine Durchschnittsgeschwindigkeit betrug fast 100 km/h, obwohl die Route 66 damals noch durch Ortschaften führte und teilweise nicht asphaltiert war.
Mit der vollständigen Asphaltierung wurde 1935 auch eine teilweise Neuführung der Strecke mit Begradigungen verbunden, wodurch sich ihre Gesamtlänge von ursprünglich 2451 mi (3945 km; 1926) auf 2238 mi (3601 km; 1937) verkürzte. Die Eröffnung der neuen Strecke erfolgte im Jahre 1937.

### Erste Bekanntheit

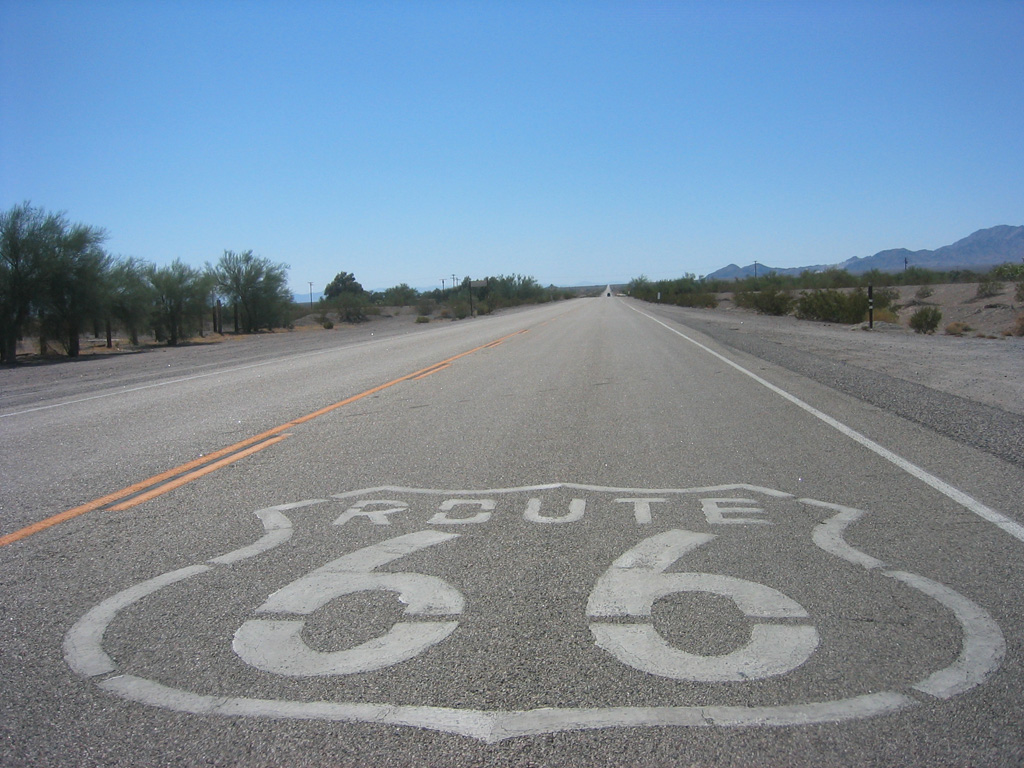
Route 66

Die Flucht verarmter Farmer und Landarbeiter aus Oklahoma und Texas, die nach den jahrelangen Staubstürmen und der Dürre des Mittleren Westens (auch Dust Bowl genannt) gemäß dem Motto „Go West!“ über die Route 66 zu den Obstplantagen Kaliforniens strebten, wurde im Roman Früchte des Zorns von John Steinbeck verewigt. Steinbeck qualifizierte die Straße in seinem Roman vom April 1939 als „Mutter aller Straßen“ (englisch mother road), den die Route 66 als Beinamen noch trägt. Er schildert eine Familie, die wie Hunderttausende anderer so genannter Okies von der Dust Bowl über die Route 66 nach Kalifornien zogen, um sich dort als Wanderarbeiter zu verdingen. Die darauf basierende Verfilmung von Western-Regisseur John Ford mit Henry Fonda in der Hauptrolle gilt als einer der ersten Roadmovies. Der 1941 zweifach Oscar-prämierte Film (angeblich mit dem Arbeitstitel Highway 66 gedreht) machte die Route 66 auch bei jenen bekannt, die nie darauf reisen konnten oder mussten.
Im Jahre 1946 fuhr Bobby Troup nach Los Angeles, in der Hoffnung auf eine Karriere als Musiker. Seine Aufbruchstimmung fasste er unterwegs in Worte und schrieb den Song Get Your Kicks on Route Sixty Six, dessen Copyright er am 27. April 1946 für das Lied registrieren ließ. Im Liedtext werden einige Orte der Straße zitiert, erstmals gesungen von Nat King Cole und im Juni 1946 veröffentlicht. Mit über 100 Coverversionen, darunter Chuck Berry, Rolling Stones oder Depeche Mode, ist er der wohl berühmteste Roadsong.

### Bevölkerung und Entwicklung
Die Route war zwischen den 1930er und den 1960er Jahren die wichtigste Ost-West-Verbindung der Vereinigten Staaten. Einerseits förderte die Route 66 den Umzug in entferntere Gegenden, andererseits verbesserte sie die örtliche Infrastruktur und Wirtschaft. Der Highway zog Gewerbe an (Motels, Restaurants, Saloons, Tankstellen), ganze Orte entstanden neu oder blühten auf. Die Route 66 war Namensgeber der Tankstellenkette „Phillips 66“, die 1927 von Frank Phillips in Oklahoma gegründet wurde. Zwischen 1927 und 1929 entstand – wie so viele Brücken – die für die Route 66 eigens errichtete Chain of Rocks Bridge über den Mississippi River nach St. Louis. Sie ist mit 1632 m die längste aller Brücken der Route 66.
Viele Menschen zogen nach dem Ende des Zweiten Weltkrieges an die Westküste, wo zu jener Zeit, unter anderem durch die aufblühende Rüstungs- und Flugzeugindustrie, mehr als 200.000 Arbeitsplätze geschaffen wurden. An einem frühen Teilstück der Route 66 eröffnete 1905 die erste Tankstelle, doch wurde Benzin bis in die 1920er Jahre noch überwiegend in Gemischtwarenläden (englisch grocery Stores) verkauft. Im Jahr 1921 entstand das erste Drive-in-Restaurant, im Februar 1934 wurde in Normal (Illinois) mit dem ersten Steak’n Shake-Schnellrestaurant mit standardisierten Menüs und knappen Portionierungen der Vorläufer des Fastfood-Konzeptes eröffnet. Nachdem das erste Motel am 12. Dezember 1925 im kalifornischen San Luis Obispo unter dem Namen Motel Inn entstand, verbreitete sich diese vereinfachte Übernachtungsform für Autofahrer schnell an der Route 66. Das erste McDonald’s-Restaurant öffnete am 15. Mai 1940 in San Bernardino (Kalifornien) an der Route 66.

### Niedergang
Die Route 66 als einfache, kurvenreiche und oft einspurige Landstraße konnte als wichtige Transkontinentalverbindung dem wachsenden Verkehr immer weniger gerecht werden. Der Verlauf wurde ständig geändert, es wurden Ortsumgehungen gebaut, Umwege abgekürzt oder der komplette Verlauf verändert. Gemäß dem Vorbild der Autobahnen, die der Ex-General und spätere US-Präsident Eisenhower (Präsidentschaft 1953–1961) 1945 in Deutschland kennengelernt hatte, wurde auch die Route 66 allmählich durch moderne mehrspurige, kurvenarme Fernstraßen ersetzt. Am 29. Juni 1956 unterzeichnete Eisenhower den „Federal Aid Highway Act“, der das Interstate Highway System einführte.
Da das Highway-Projekt nur langsam vorankam, konnte die Route 66 vorerst noch als Hauptverkehrsstraße weiter existieren. Während des allmählichen Niedergangs der Route 66 wurden ihr Verlauf (besonders im wüstenartigen Westen der USA), ihre Tankstellen, Restaurants und Motels (viele mit teilweise auffällig-skurriler Architektur, zum Beispiel das Wigwam Motel in Holbrook, Arizona) romantisch verklärt. Bald umgab die Straße ein ähnlich mythischer Kult wie die Pferde und Cowboys des Wilden Westens. Ab 7. Oktober 1960 gab es im US-Fernsehen die Serie Route 66, deren 116 Folgen bis 13. März 1964 ausgestrahlt wurden. Allerdings lagen die Drehorte überwiegend außerhalb des Einzugsgebiets der namensgebenden Straße. Danach spielten Roadmovies wie Easy Rider (US-Premiere am 14. Juli 1969) oder Asphaltrennen (7. Juli 1971) und andere auf Teilstücken der schon damals legendären Strecke.
In den 1970er Jahren führten die Cannonball-Rennen teilweise über die ehemalige Route 66 und natürlich auch über die neugebauten Schnellstraßen. Über diese von der Autozeitschrift Car and Driver organisierten Protestveranstaltungen gegen das Tempolimit, bei denen unter anderem professionelle Langstreckenfahrer wie Dan Gurney teilnahmen, wurden später diverse Filme gedreht. Neben dem Spaß an der Sache bestand das Anliegen darin, aufzuzeigen, dass es nicht erwünscht sei, die Höchstgeschwindigkeit auf modernen Schnellstraßen auf 55 mph (88 km/h) zu begrenzen, wenn 40 Jahre zuvor schon ein einzelner Fahrer eine höhere Durchschnittsgeschwindigkeit erzielen konnte, und das über drei Tage hinweg bei wesentlich schlechteren Straßenverhältnissen. Im Jahre 1974 errichtete der Millionär Stanley March neben der Straße westlich von Amarillo (Texas) die „Cadillac-Ranch“ zu Ehren der Straße. Das letzte offizielle Straßenschild mit der Aufschrift US-Route 66 wurde am 17. Januar 1977 in Chicago entfernt. Alle heutigen Schilder sind Nachpressungen, die häufig wegen Diebstahls nachgeliefert werden müssen. Am 22. September 1978 wurde ein wichtiges Teilstück des Interstate 40 in Arizona eröffnet, so dass die Reisenden unter anderem Seligman (Arizona) und Kingman (Arizona) nicht mehr zu durchfahren brauchten. Am 13. Oktober 1984 wurden die letzten 5,7 mi (9 km) bei Williams (Arizona) durch den Interstate 40 ersetzt. Bis 1990 entstand durch die Abfolge Interstate 55, Interstate 44, Interstate 40, Interstate 15 und Interstate 10 (von Ost nach West) eine vollständige Parallelroute und teilweise Ersatzstraße.
Am 27. Juni 1985 hob die US-Regierung die Bezeichnung „Route 66“ offiziell auf. Im Februar 1987 erhob der Bundesstaat Arizona dieses Teilstück der Route 66 auf Antrag des Angel Delgadillo aus Seligman zur „State Historic Route“ („Arizona State Route 66“). In der Folge gründeten sich „Route 66 Associations“ in allen anderen Bundesstaaten mit demselben Ziel, als letzter kam Kalifornien im Dezember 1990 hinzu.
Seit September 2005 sind Teilstücke der Route 66 in Illinois, New Mexico und Arizona unter der Bezeichnung „Historic Route 66“ als „National Scenic Byway“ ausgewiesen. Insgesamt sind 85 Prozent der Route 66 noch befahrbar, in Texas sogar 91 Prozent.

## Verlauf

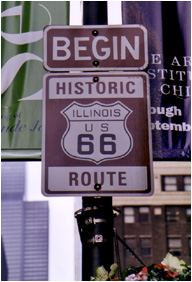
Startpunkt der Route 66 in Chicago

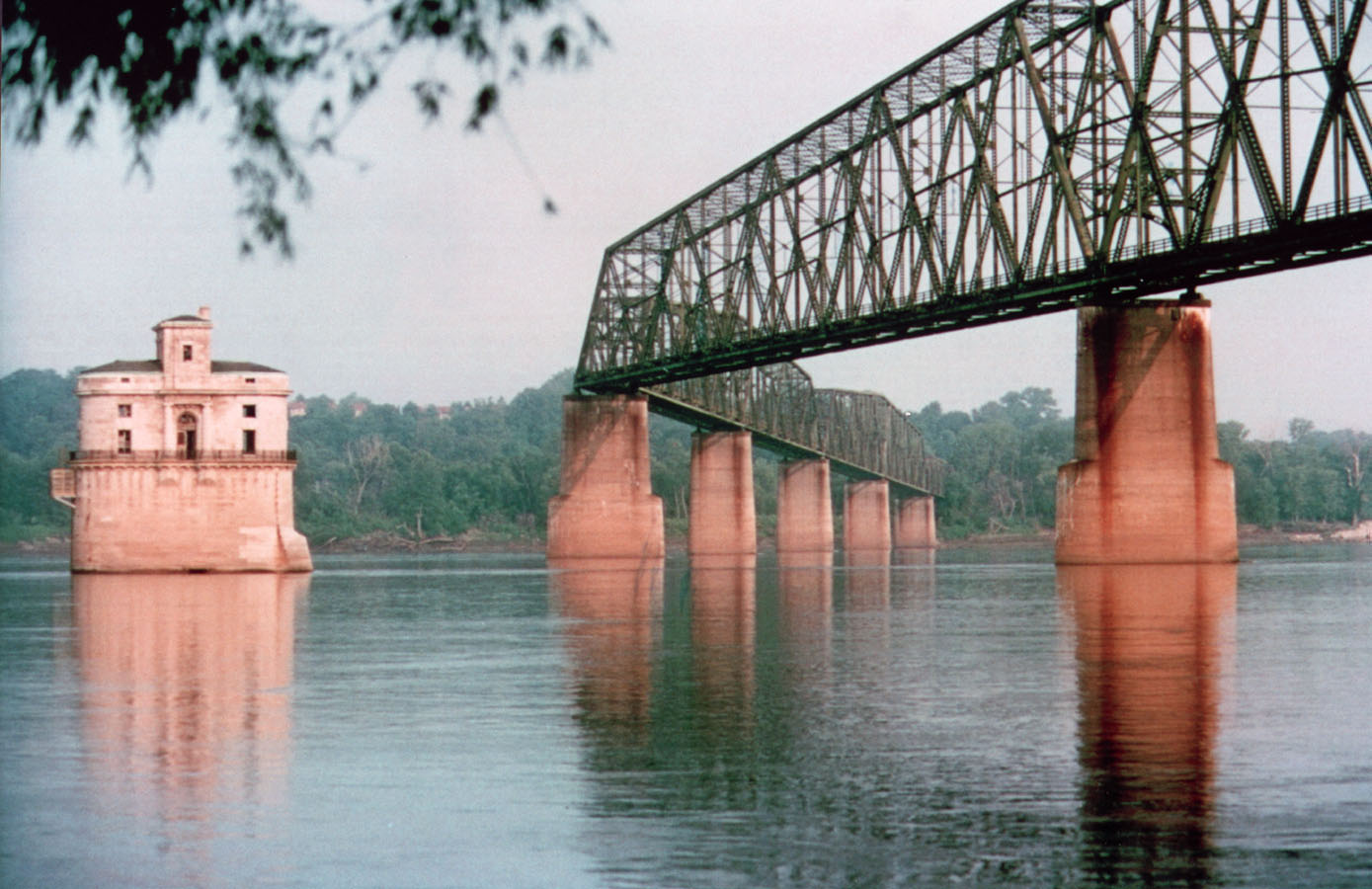
Chain of Rocks Bridge über den Mississippi

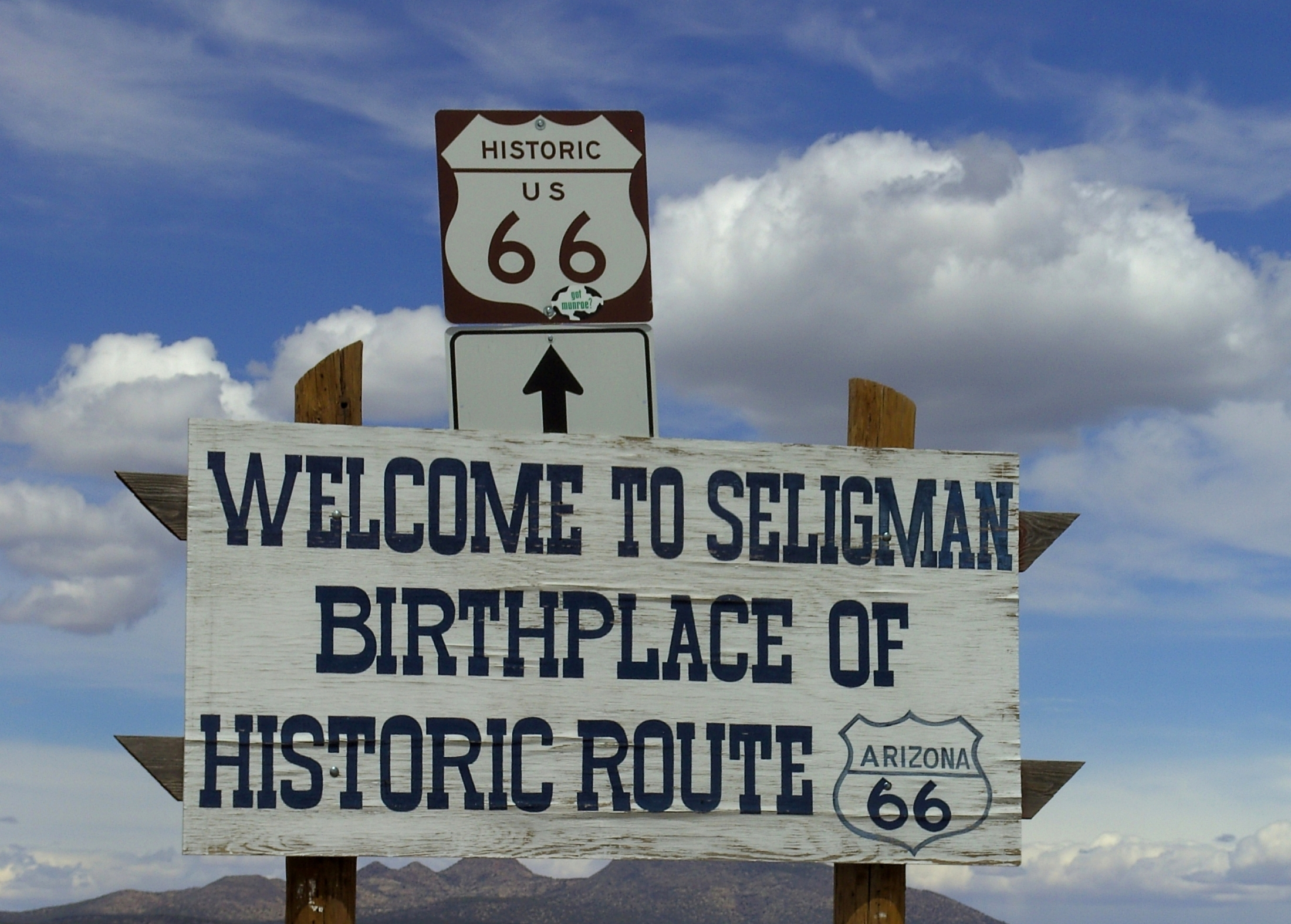
Begrüßungsschild in Seligman (Arizona)

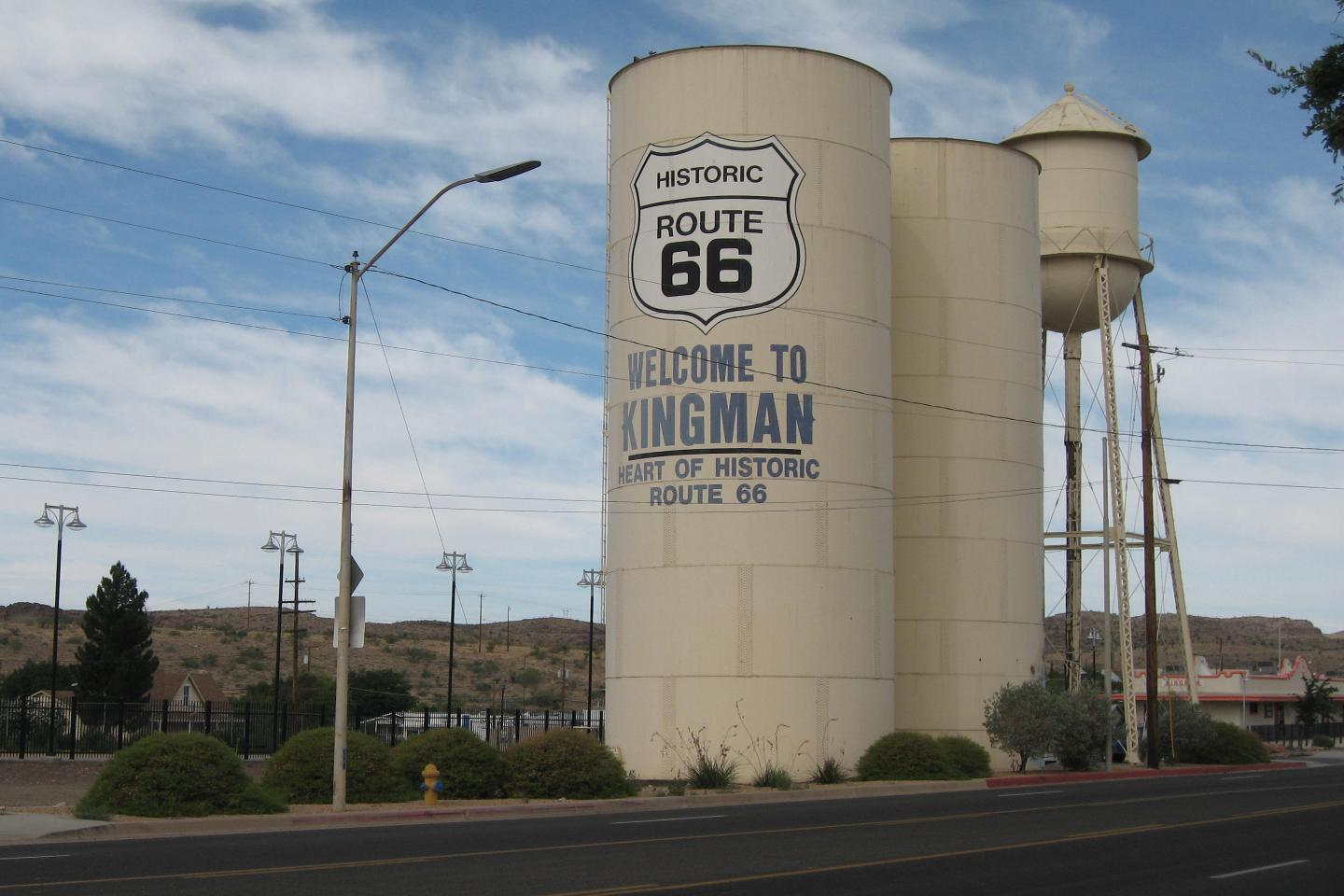
Begrüßung in Kingman (Arizona)

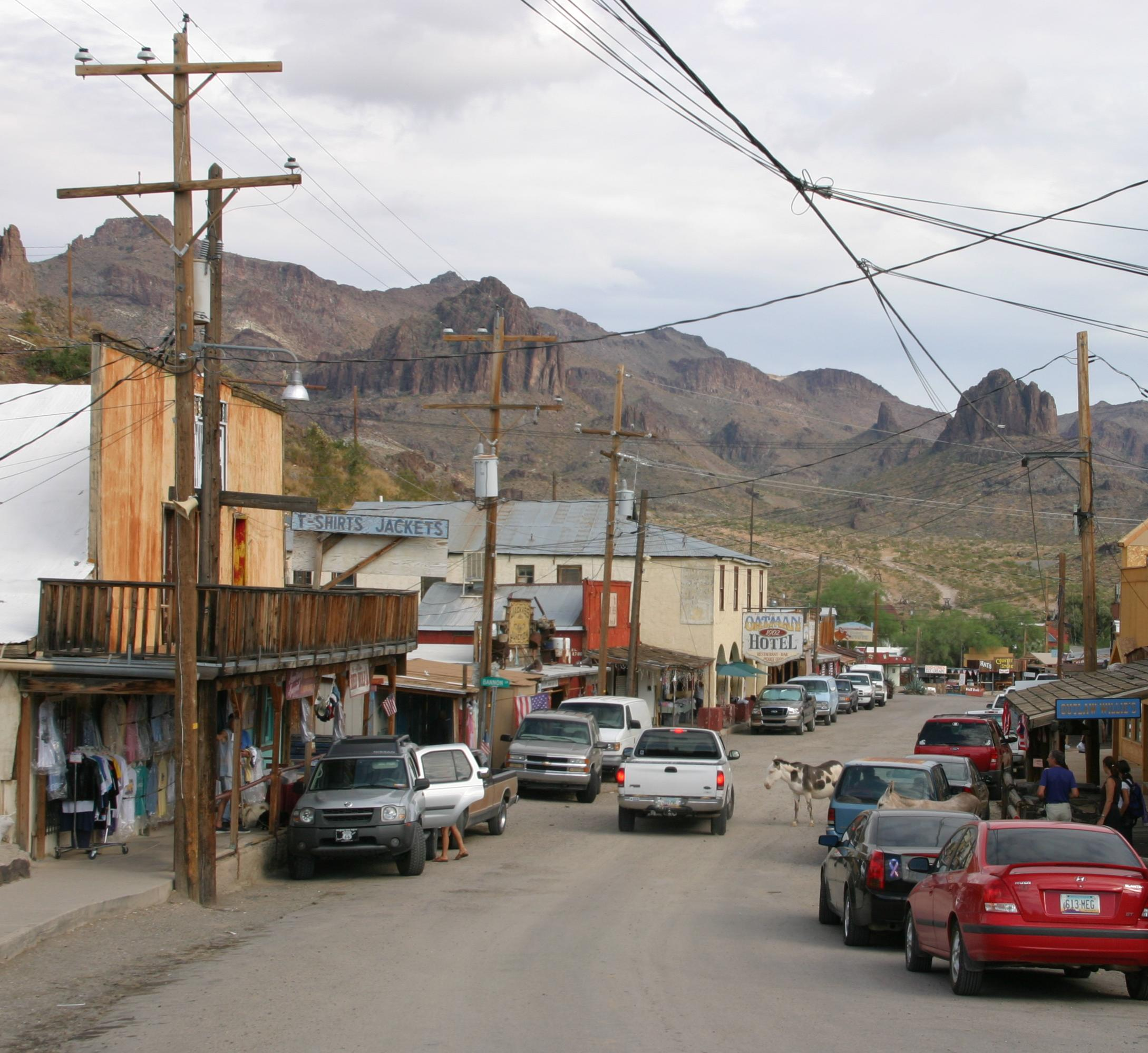
Route 66 in Oatman

Die Entfernungsangaben betreffen den nächsten erwähnten touristisch wesentlichen Ort, gemessen am Interstate Highway, so dass die Entfernung der in Nähe des Highways befindlichen Route 66 meist größer ist. Mithin beträgt die Entfernung von Chicago nach Springfield (Illinois) (auf dem Interstate 55) 202 mi/325 km, auf der ehemaligen Route 66 jedoch 170 mi/274 km. Außer den touristisch wesentlichen Orten sind auch die im Liedtext des Liedes über die Route 66 aufgezählten Orte erwähnt:
| Ortschaft                     | Bundesstaat | Entfernung (in mi/km) |
| ----------------------------- | ----------- | --------------------- |
| Chicago                       | Illinois    | 0/0                   |
| Springfield (Illinois)        | Illinois    | 202/325               |
| St. Louis                     | Missouri    | 96/154                |
| Springfield (Missouri)        | Missouri    | 220/354               |
| Joplin (Missouri)             | Missouri    | 71/114                |
| Galena (Kansas)               | Kansas      | 8/13                  |
| Tulsa                         | Oklahoma    | 109/175               |
| Oklahoma City                 | Oklahoma    | 106/171               |
| Amarillo (Texas)              | Texas       | 260/418               |
| Vega (Texas)                  | Texas       | 22/35                 |
| Adrian (Texas)                | Texas       | 41/66                 |
| Tucumcari                     | New Mexico  | 77/124                |
| Santa Rosa (New Mexico)       | New Mexico  | 60/96                 |
| Albuquerque                   | New Mexico  | 118/190               |
| Gallup (New Mexico)           | New Mexico  | 138/222               |
| Winslow (Arizona)             | Arizona     | 128/206               |
| Winona (Arizona)              | Arizona     | 43/69                 |
| Flagstaff                     | Arizona     | 19/31                 |
| Williams (Arizona)            | Arizona     | 33/53                 |
| Seligman (Arizona)            | Arizona     | 43/69                 |
| Kingman (Arizona)             | Arizona     | 76/122                |
| Oatman                        | Arizona     | 37/59                 |
| Amboy (Kalifornien)           | Kalifornien | 138/222               |
| Barstow (Kalifornien)         | Kalifornien | 90/144                |
| San Bernardino (Kalifornien)  | Kalifornien | 75/121                |
| Los Angeles, Sunset Boulevard | Kalifornien | 73/117                |
| Santa Monica                  | Kalifornien | 12/19                 |
| Route 66                      | gesamt      | 2278/3665             |

Die addierte Gesamtlänge ist nicht mit der offiziellen Länge der Route 66 identisch, weil die ursprüngliche Route 66 heute nicht überall befahrbar ist. Ersatzstrecken sind die Interstate Highways 55, 44 und 40, mit denen sie teilweise übereinstimmt oder an denen sie parallel oft in Sichtweite vorbeiführt. Höchster Punkt ist 2285 m (bei Santa Fé), tiefster 28 m. Die echte historische Strecke ist 2449 mi (3940 km) lang, seit 1937 beträgt die Streckenlänge 2278 mi (3665 km). Die Route 66 beginnt und endet in zwei Millionenstädten (Chicago und Los Angeles) und berührt zwei Hauptstädte, Springfield (Missouri) und Oklahoma City. Adrian (Texas) ist nach 1139 mi (1833 km) der Mittelpunkt der Route 66, der früher weiter westlich bei 1224 mi (1969 km) etwa in Höhe von Tucumcari lag.
Zwar folgten die meisten Straßen im flachen Mittelwesten der USA schachbrettartig grob den Haupthimmelsrichtungen, die Route 66 jedoch verläuft diagonal und gehört damit zu den vielen Ausnahmen, in denen Straßen parallel zu den bestehenden Eisenbahnverbindungen gebaut wurden, wie auch US 54, IL 48, US 150, US 45. Insgesamt führte die Route 66 durch acht US-Bundesstaaten.
| Staat       | Meilen | Kilometer |
| ----------- | ------ | --------- |
| Illinois    | 0.301  | 0.484     |
| Missouri    | 0.317  | 0.510     |
| Kansas      | 0.013  | 0.021     |
| Oklahoma    | 0.432  | 0.695     |
| Texas       | 0.186  | 0.299     |
| New Mexico  | 0.487  | 0.784     |
| Arizona     | 0.401  | 0.645     |
| Kalifornien | 0.314  | 0.505     |
| Gesamt      | 2.451  | 3.943     |

### Verlauf im Einzelnen

#### Illinois, Missouri und Kansas

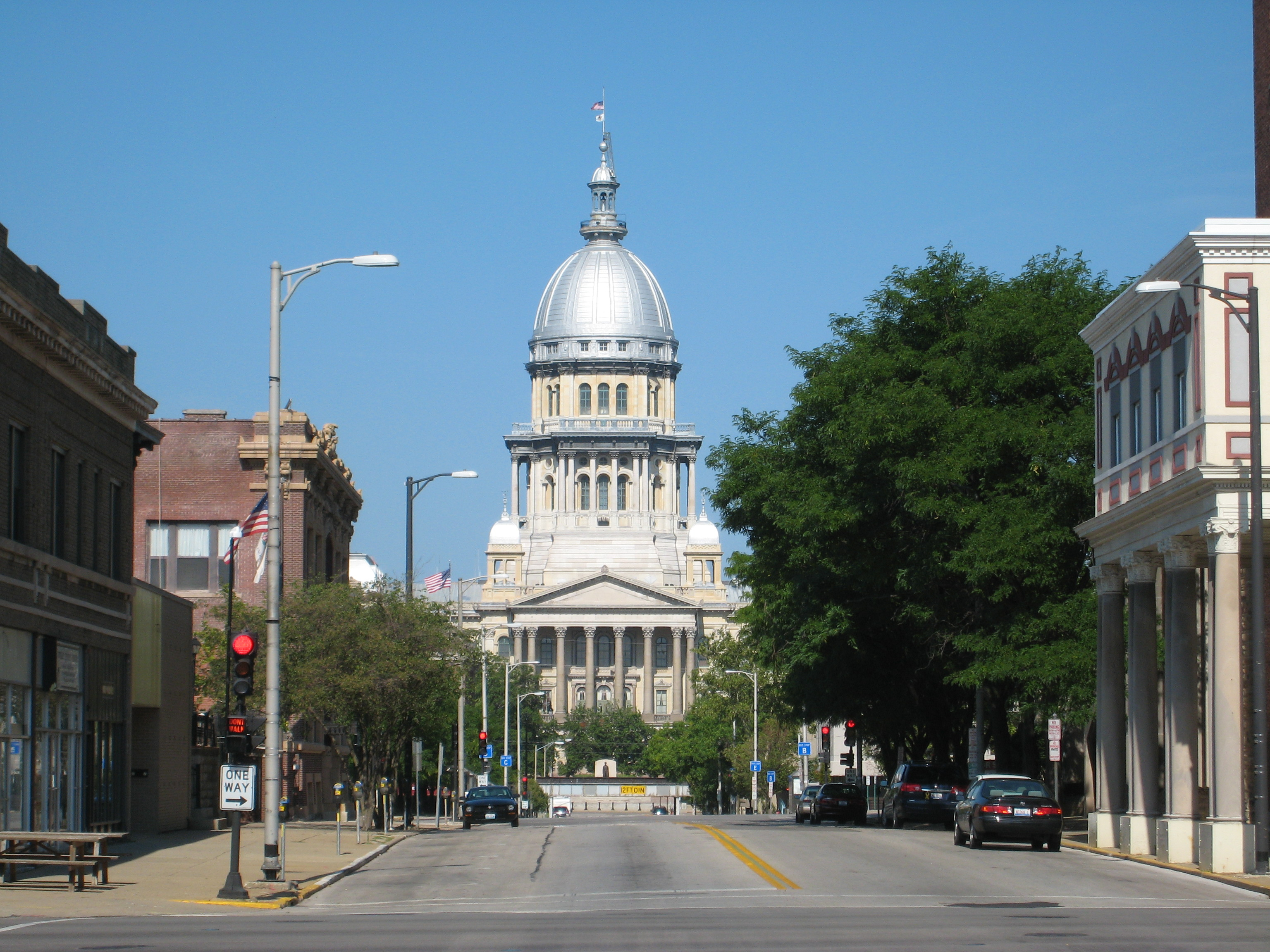
In Springfield (Illinois) führt die Route 66 direkt am State Capitol vorbei

In Chicago ist der Beginn der Route 66 mit einem Schild am Adams Boulevard markiert. Dieses hat nur touristische Bedeutung, denn die Straße begann einen Block südlich vom Schild am Jackson Boulevard, der als Einbahnstraße in Richtung Osten ausgeschildert ist. Das Schild ist besonders hoch aufgehängt, um zu vermeiden, dass es von Souvenirjägern entfernt wird.
Ausgehend von Chicago (Adams Street/Michigan Avenue) nahm die Route 66 ihren Weg diagonal in grob südwestlicher Richtung. Sie verläuft in Illinois zunächst durch Städte wie Joliet, Bloomington, Lincoln, Springfield und Litchfield. Dieser Abschnitt gehört zu der Interstate 55 sowie zu den Illinois State Routes 4, 53 und 203. In Springfield, der Hauptstadt des Staates Illinois, führt sie als „Route 66“ am Kapitol vorbei.
Bei St. Louis überquerte die Route ehemals den Mississippi River auf der 1927 erbauten Chain of Rocks Bridge im Norden und verlief quer durch St. Louis (Lindbergh Boulevard und Watson Road), um anschließend durch die Bundesstaaten Missouri und Oklahoma zu führen, wobei sie in der Nähe von Joplin ein kleines Stück bei Galena durch die äußerste südöstliche Ecke von Kansas führte.

#### Oklahoma, Texas und New Mexico

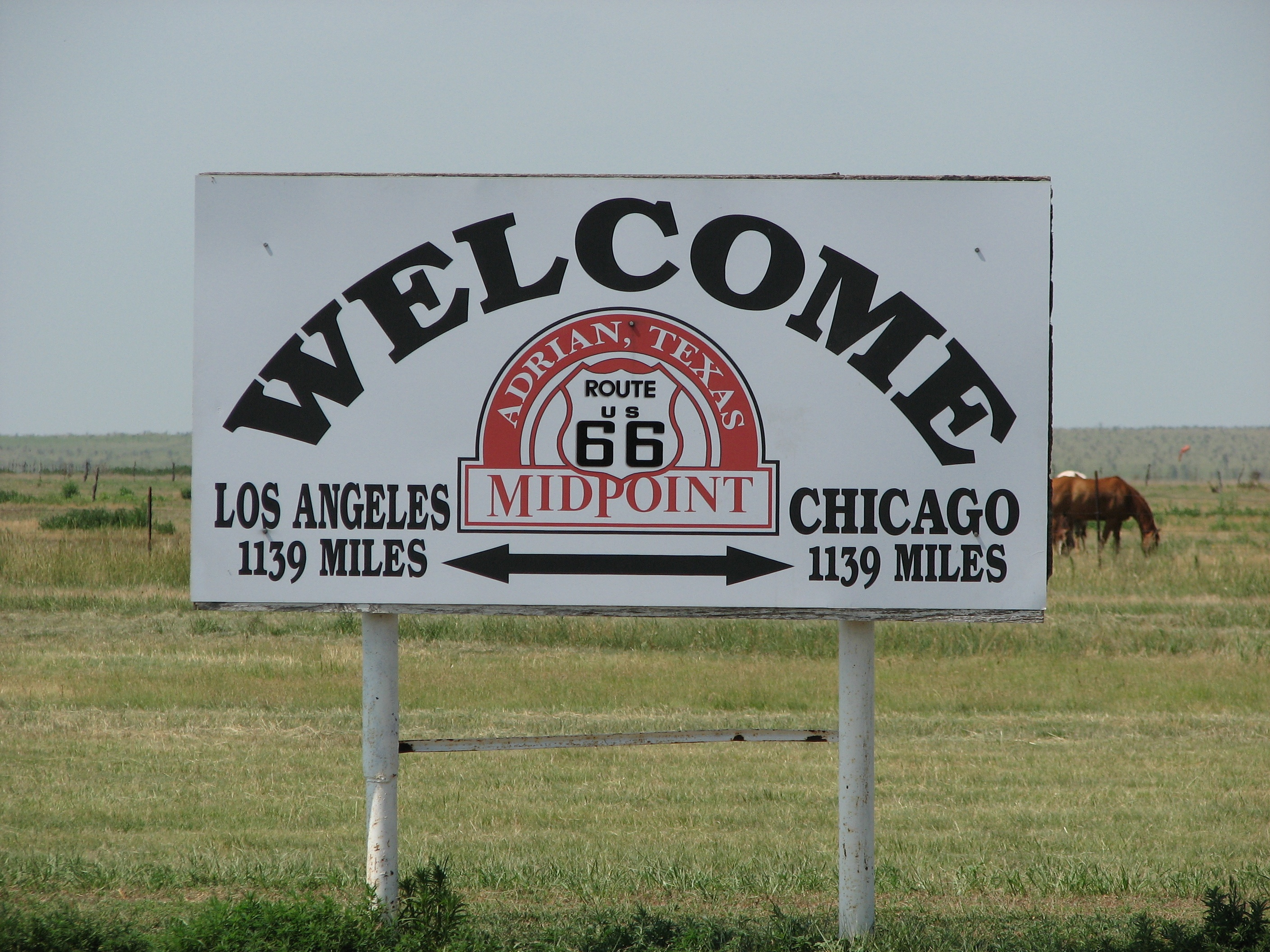
Route 66, geografischer Mittelpunkt

Weiter verläuft die Route durch Oklahoma. Sie führt vorbei an dem berühmten blauen Wal von Catoosa über Tulsa, durch Arcadia zur Hauptstadt Oklahoma City. Die nächste größere Stadt in westlicher Richtung ist Amarillo in Nord-Texas im Texas Panhandle („Pfannengriff“). Kurz hinter Amarillo passiert die Straße ein weltbekanntes Kunstwerk, die Cadillac Ranch. In Adrian befindet sich der geografische Mittelpunkt der alten Streckenführung. Bei Glenrio überschreitet die Route dann nicht nur die Grenze nach New Mexico, sondern wechselt zum ersten Mal auch in eine andere Zeitzone, von der „Central Time“ (UTC-6) zur „Mountain Time“ (UTC-7), um dann schließlich in New Mexico über Albuquerque nach Gallup zu führen.

#### Arizona und Kalifornien

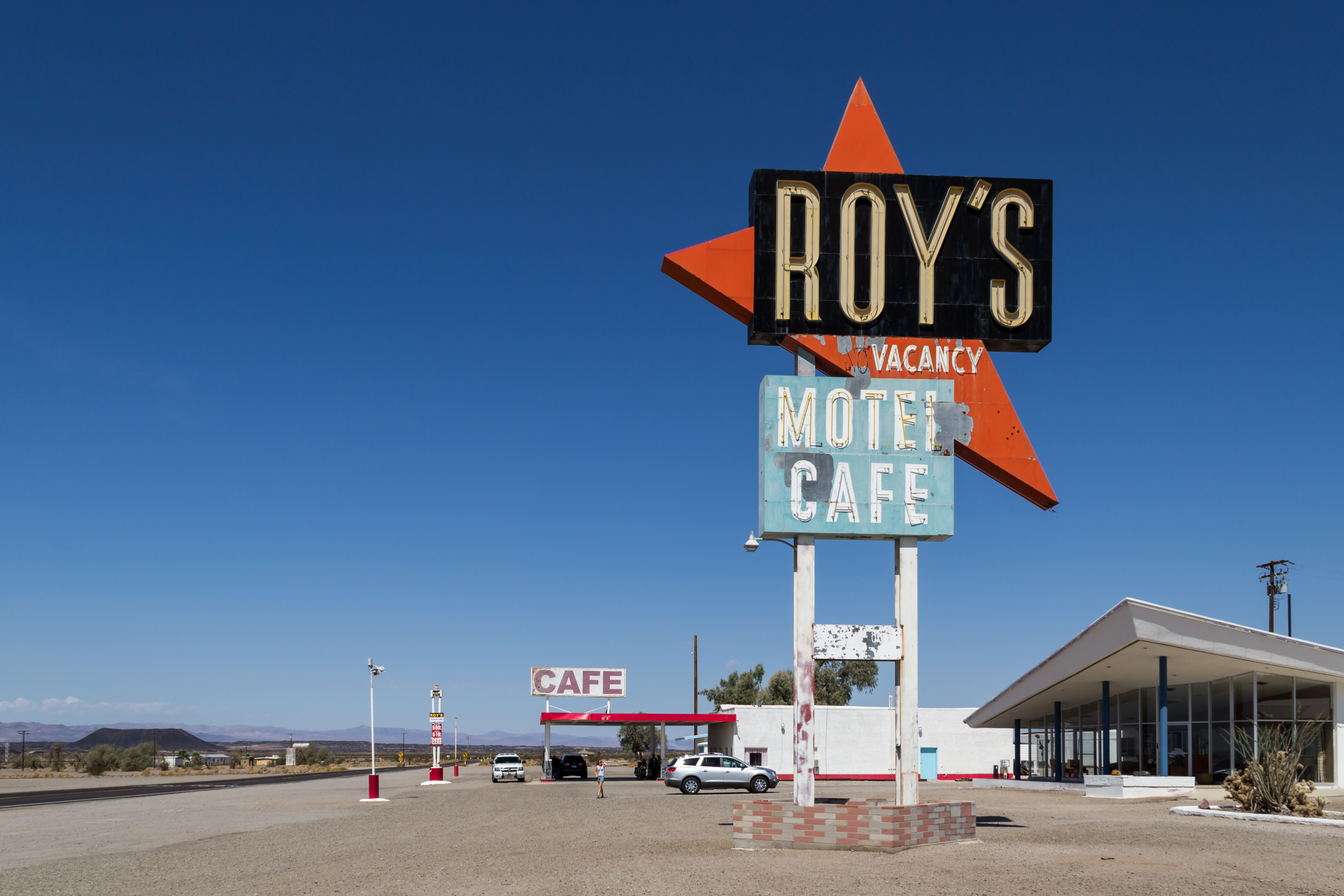
Roy’s Cafe in Amboy

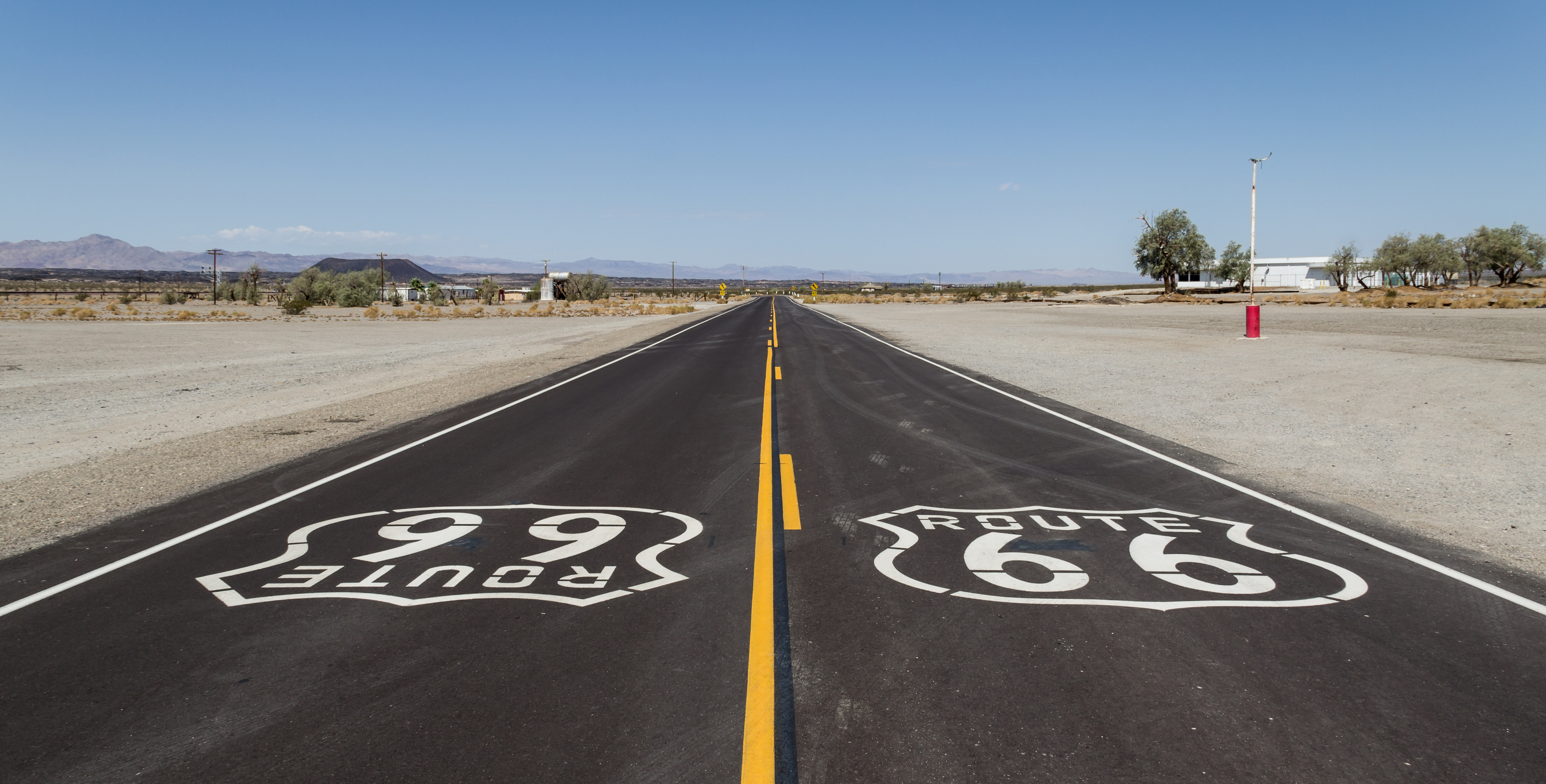
Route 66 Richtung Los Angeles bei Amboy in Kalifornien

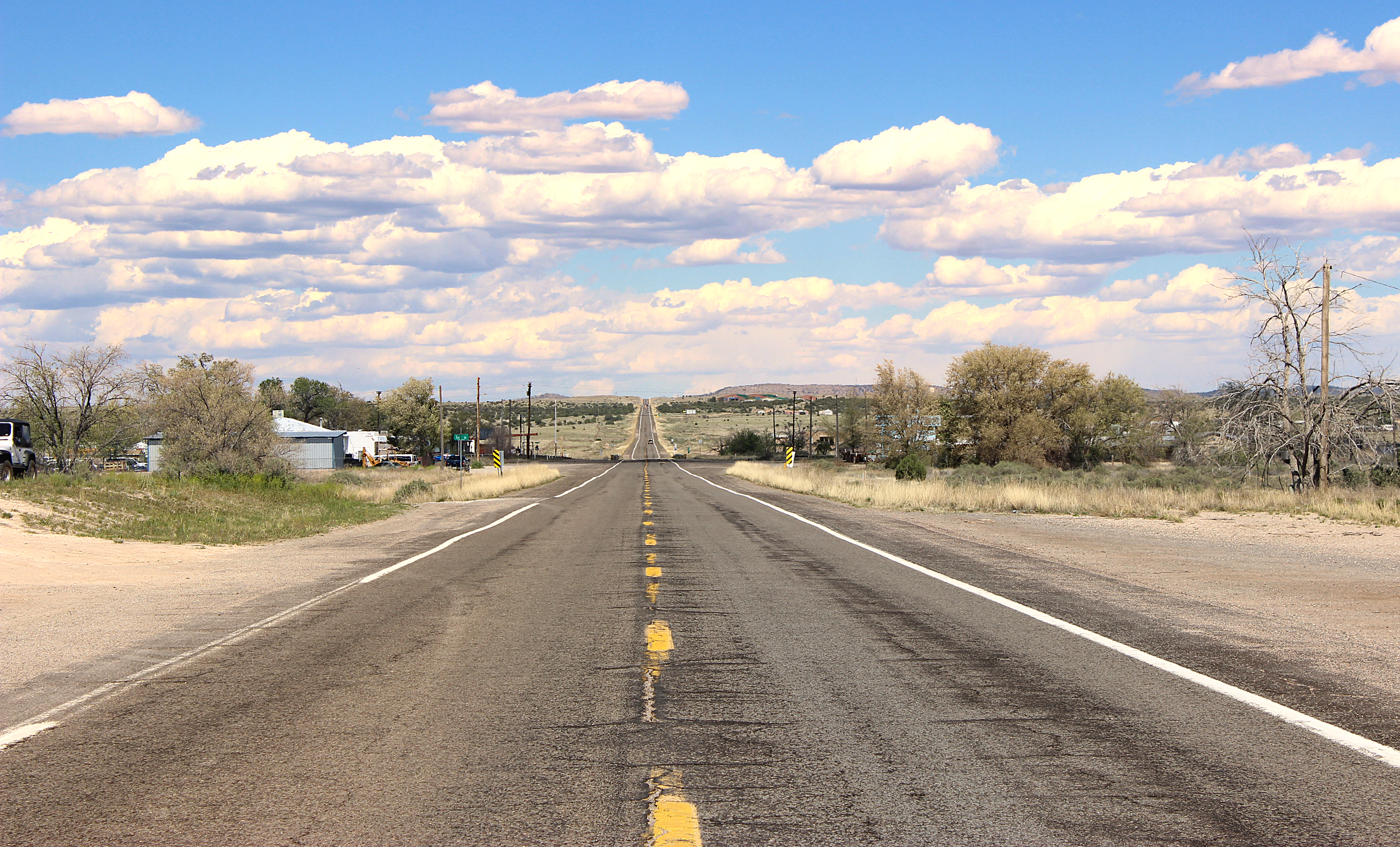
Historisches Teilstück der Route 66 zwischen Kingman und Seligman

In Lupton liegt an der Route 66 die bekannte Yellowhorse Indian Trading Post. Der Reisende überquert hier die Grenze nach Arizona und kommt schließlich nach wenigen Kilometern nach Holbrook. Wenig später folgt das beschauliche Winslow. Im Anschluss erscheint das Ortsschild von Flagstaff, dem Tor zum Grand Canyon, auf 2000 Metern Höhe gelegen.
In Arizona existiert zwischen Seligman und Kingman ein weiterer, gut erhaltener Streckenabschnitt. Seligman wird als „Geburtsort der historischen Route 66“ bezeichnet und Kingman nennt sich die „Route-66-Hauptstadt“. Vorbei an Ed’s Camp über den verschlungenen Sitgreaves Pass gelangt man in die alte Goldgräberstadt Oatman und schließlich zum Colorado River bei Topock. Den Fluss querte die Route 66 von 1947 bis zur Fertigstellung der Interstate 40 im Jahr 1966 über die Red Rock Bridge.
Der weitere Verlauf der Route 66 führt von Needles, wo die Straße die Grenze nach Kalifornien und zur „Pacific Time“ (UTC-8) überquert, durch die Mojave-Wüste weiter nach Amboy – vorbei unter anderem am legendären Bagdad Cafe – nach Barstow und von dort in südwestlicher Richtung nach San Bernardino, einer Stadt im Einzugsgebiet von Los Angeles. Die Route endet schließlich bei Los Angeles am Pier von Santa Monica.

### Veränderungen im Verlauf
Zwischen Springfield und East St. Louis wurde die Route 66 im Jahr 1930 von der heutigen IL 4 in östliche Richtung zur heutigen I-55 verschoben. Auch der Verlauf durch Downtown St. Louis wurde zwei Jahre später verändert. Die US 66 verlief anfangs von El Reno nach Bridgeport nördlich über Calumet und dann westlich durch Geary, bis es 1933 eine direkte Verbindung zwischen El Reno und Bridgeport über eine Brücke eines Zuflusses des Canadian River gab. Im Bundesstaat New Mexico wurde durch einen teilweise neuen Verlauf der Route 66 eine Verkürzung von mehr als vier Stunden erreicht. Ursprünglich führte die Straße von Santa Rosa über Las Vegas, Santa Fe und Albuquerque nach Los Lunas, bis es eine direkte Verbindung gab. Durch Veränderungen des Verlaufs im Jahre 1937 gibt es in Albuquerque/New Mexico eine Besonderheit: An der Kreuzung Central Avenue und 4th Street kreuzt sich die Route 66 selbst, so dass an der Ecke Route 66/Route 66 steht.

## Wirtschaftliche Bedeutung
Als die Route 66 Abschnitt für Abschnitt durch Interstate Highways ersetzt wurde, war das teilweise mit einem wirtschaftlichen Niedergang vieler an der Mother Route gelegenen Orte verbunden. Dank der Route 66 hatten viele kleinere Orte nahe der Route die Möglichkeit, Handel zu treiben und dadurch eine eigene Wirtschaft aufzubauen. Die Straße verband die ansonsten abgelegenen Orte, in denen sich immer mehr Pendler niederließen. Die größeren Orte bekamen eine eigene Anbindung an die Route, so zum Beispiel Springfield, San Bernardino und Oklahoma City. Entlang der Route entstanden mit der Zeit viele Motels, Tankstellen und Geschäfte, deren Angebot sich auf Grund des starken Konkurrenzkampfes stetig – gelegentlich auch in auffällig-bizarren Architekturen – weiter entwickelte. Die Geschäfte und Museen leben nun von einem intensiven Route-66-Tourismus, den sie mit entsprechendem Merchandising ausnutzen.

## Wahrzeichen, Sehenswürdigkeiten und Bauwerke
Wie kaum eine andere Straße der USA wird die Route 66 durch zahlreiche bekannte Roadside Attractions symbolisiert. Meist handelt es sich um zu Werbezwecken errichtete Gebäude, Figuren oder Schrifttafeln, die weithin sichtbar sind und durch ihre Gestaltung die Vorbeifahrenden zum Anhalten animieren sollen. Manche Wahrzeichen sind Bauwerke wie Brücken, Hotels oder Tankstellen, die sich Reisende aufgrund ihrer auffälligen Architektur einprägen.

### Illinois, Missouri und Kansas
Eine der ersten Attraktionen, die einem auf dem Weg von Chicago nach Los Angeles noch immer begegnet, ist der Gemini Giant in Wilmington (Illinois), eine überlebensgroße Fiberglas-Werbefigur („Muffler Man“) die oft den sagenhaften Holzfäller Paul Bunyan darstellen, hier jedoch ausstaffiert als Astronaut des Gemini-Raumfahrtprogramm, mit Helm, und mit Rakete anstatt Axt. In Mount Olive hat sich die alte Tankstelle Soulsby’s Service Station erhalten, die an die Blütezeit der Route 66 erinnert, und in Lebanon (Missouri) steht das bekannte Munger-Moss Motel, dessen große Leuchtreklame weithin sichtbar ist.
Auch auf dem kurzen Stück, das die Route 66 durch Kansas führt, finden sich zwei bekannte Wahrzeichen. Kurz vor Riverton steht die alte Rainbow Bridge aus dem Jahre 1923, die einzige erhaltene Betonbogen-Brücke auf der Route 66, die ein historisches Wahrzeichen von Kansas ist. In Galena steht die alte restaurierte Tankstelle 4 Women on the Route, vor der ein altes rostiges Abschleppfahrzeug geparkt ist, das für den Film Cars als Anregung für die Figur des Hook (im Original: Mater) gedient hat.

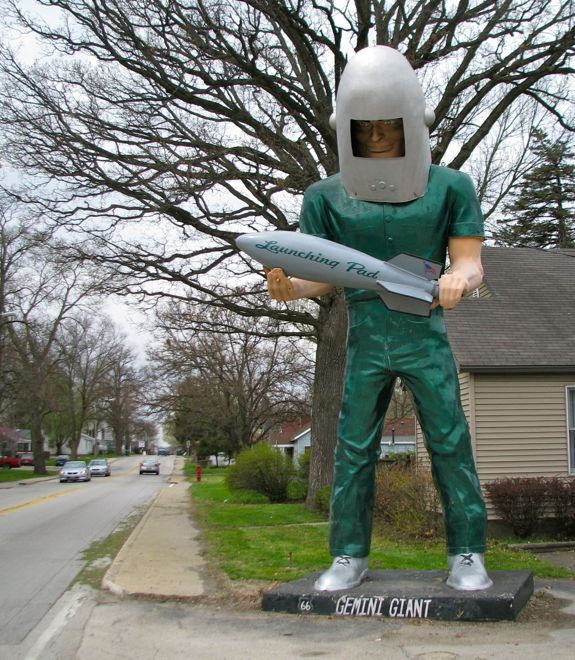
Der Gemini Giant, eine „Muffler Man“-Statue in Wilmington
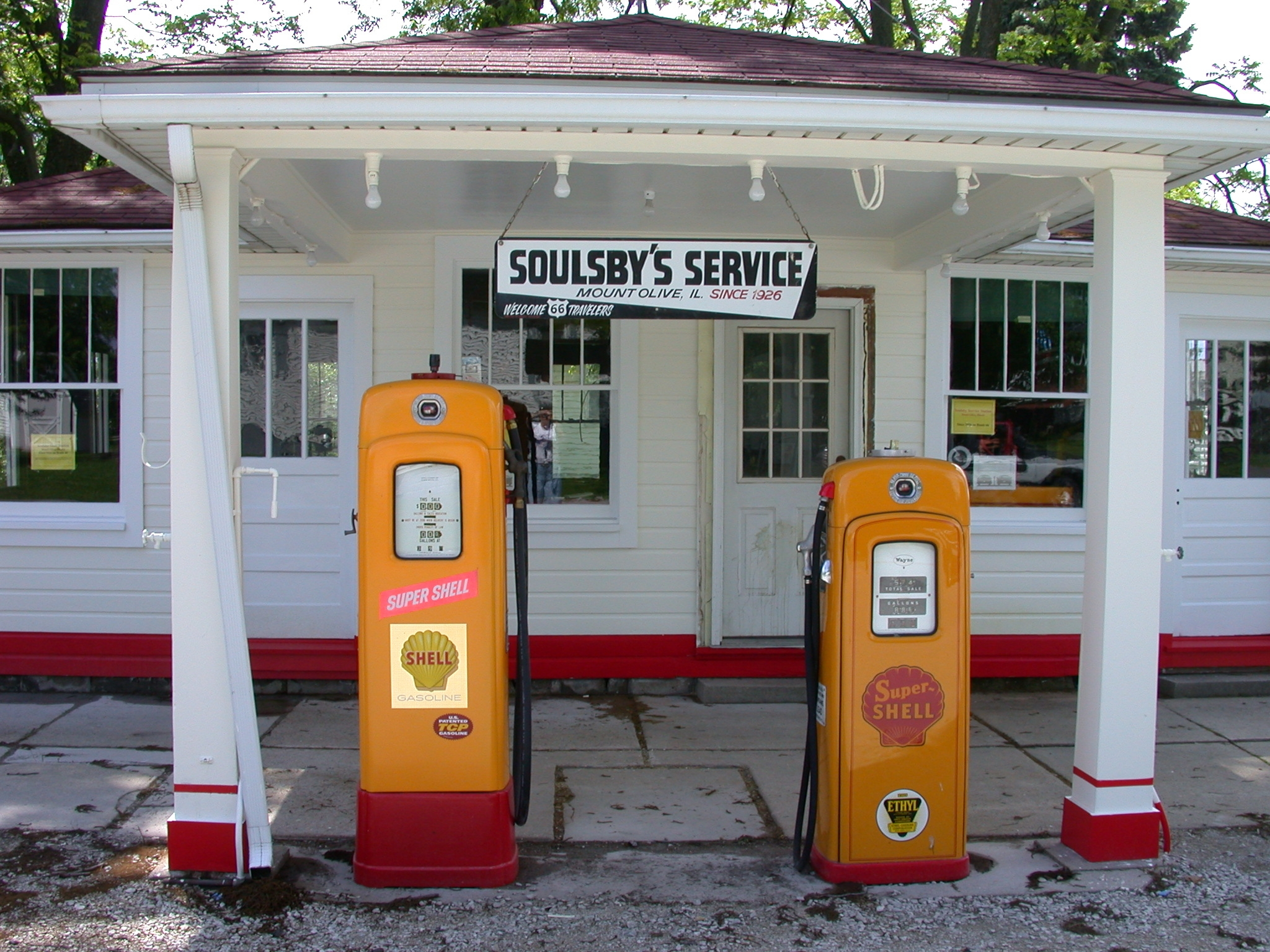
Soulsby’s Service Station in Mount Olive
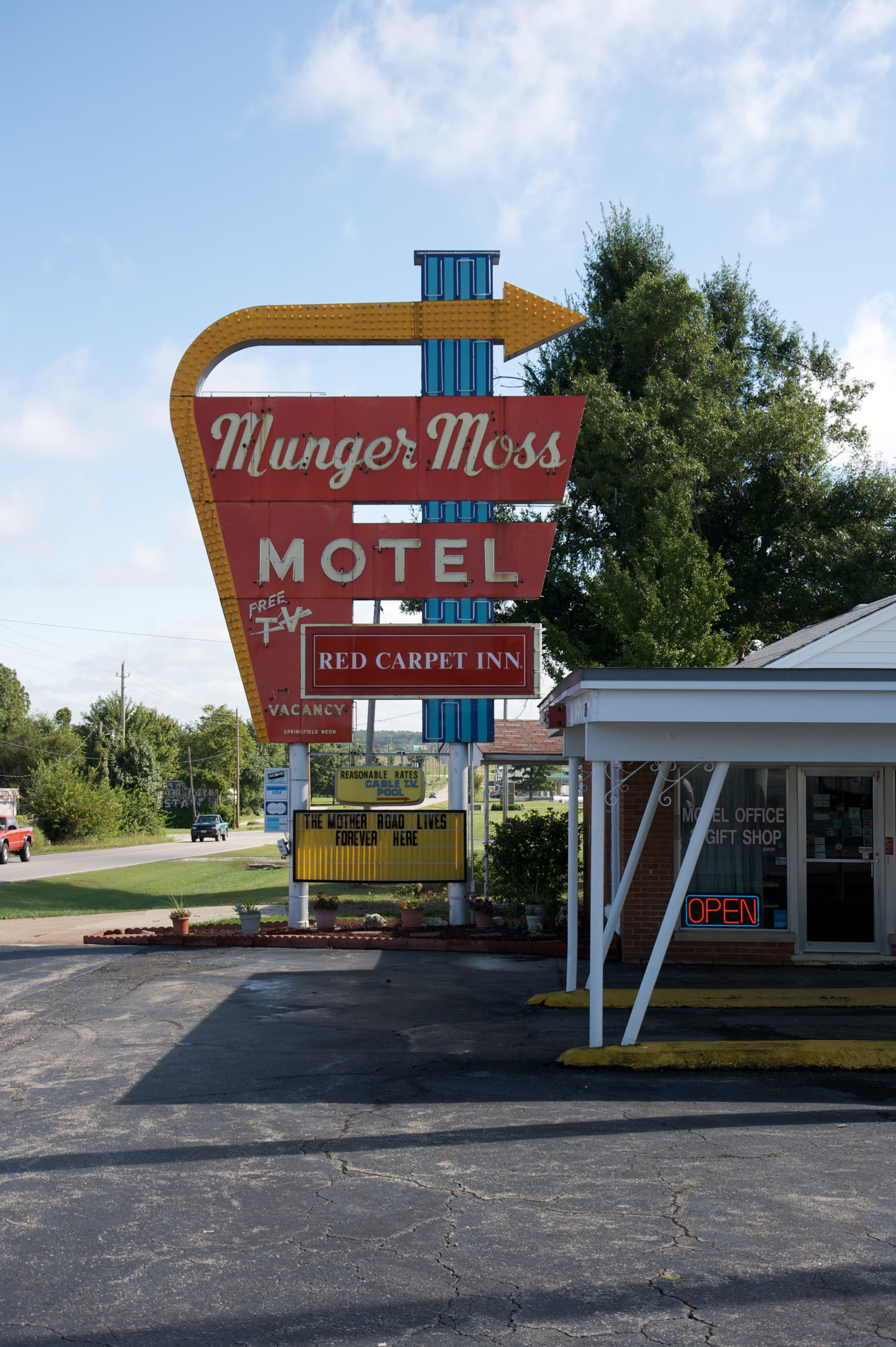
Neonschild des Munger-Moss Motels
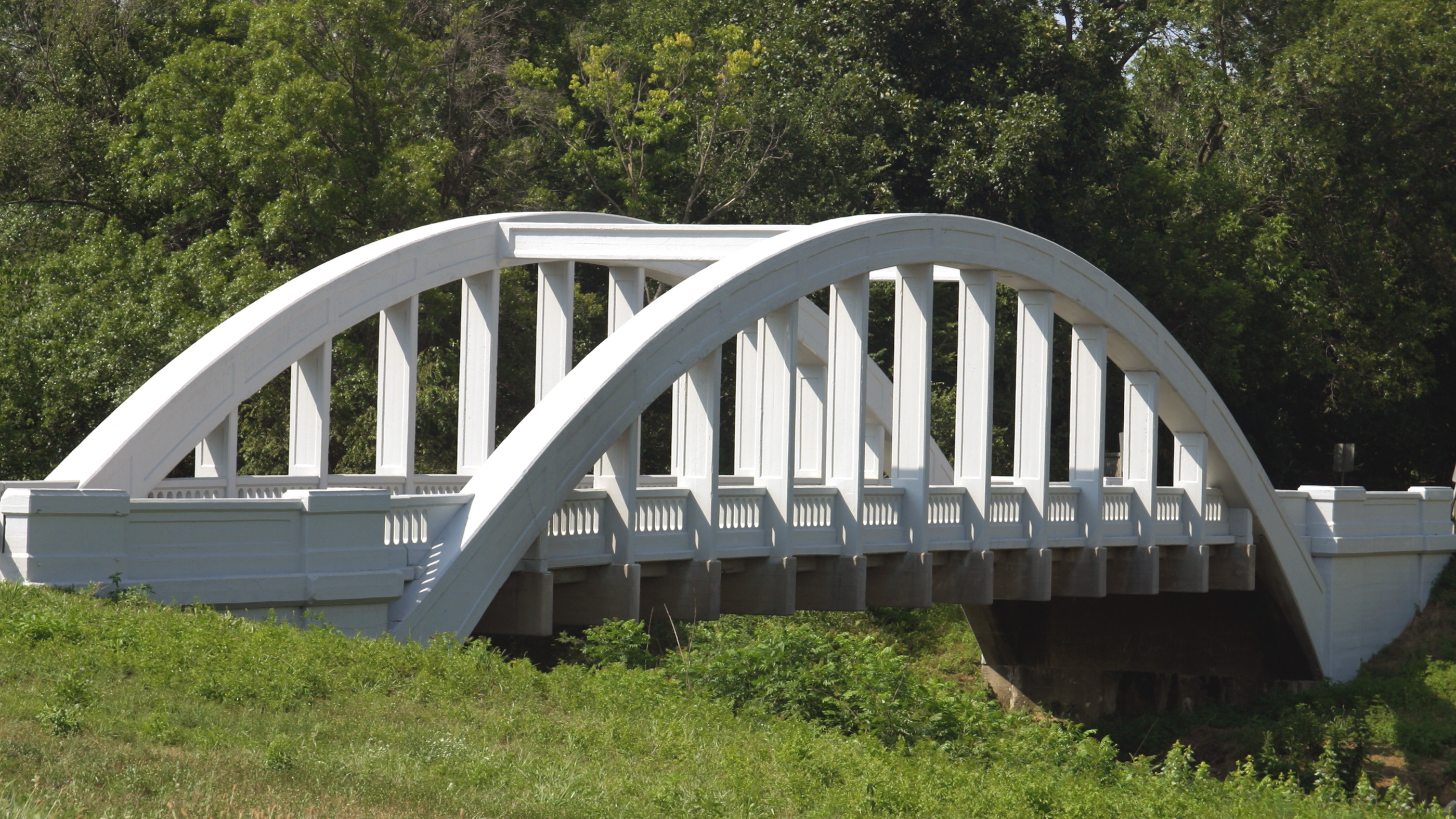
Die Rainbow Bridge in Kansas
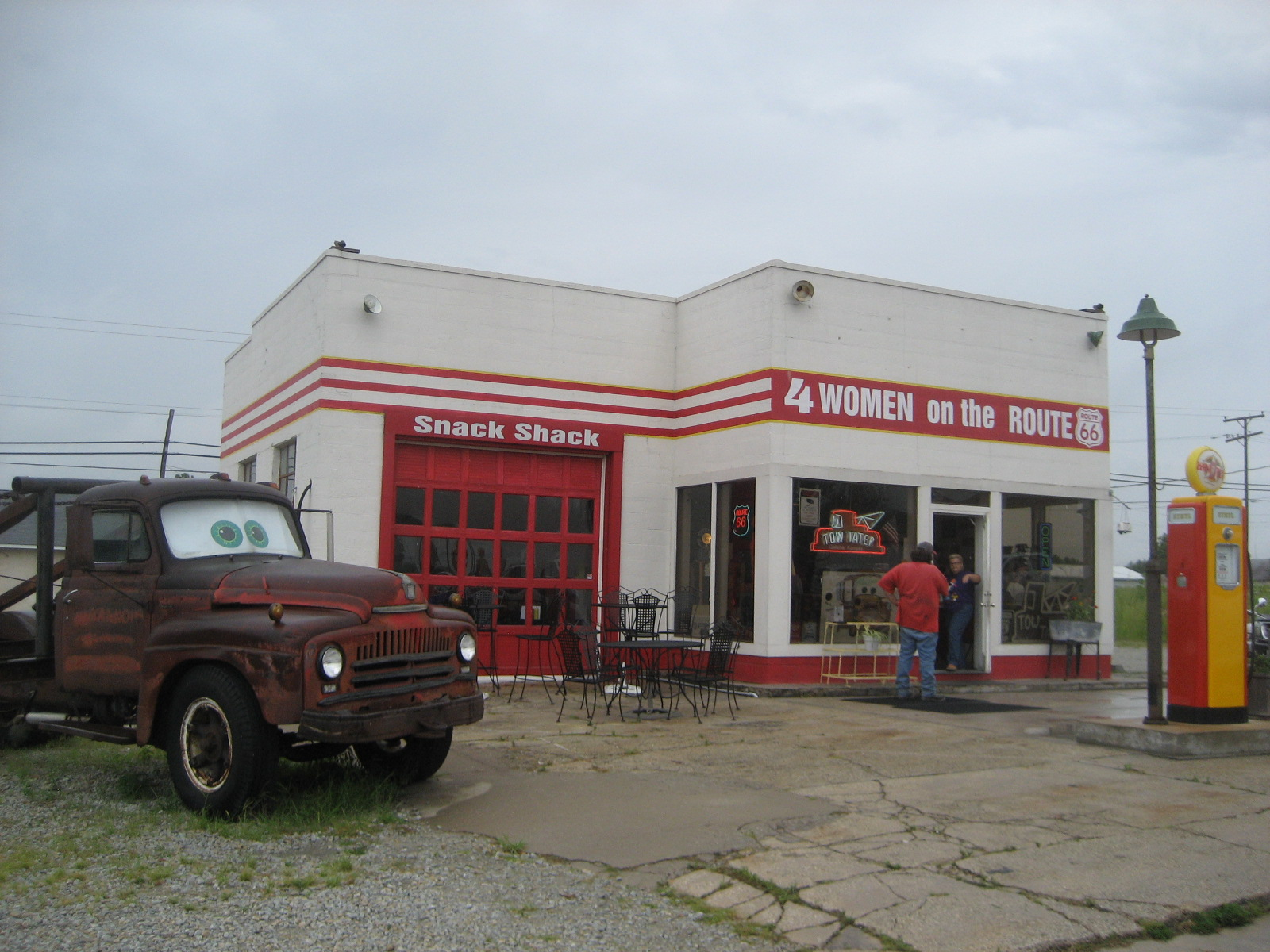
Tankstelle in Galena mit dem Truck Hook

### Oklahoma, Texas und New Mexico
Kurz vor Tulsa, in Catoosa, befindet sich am Rande der Straße ein stillgelegter Freizeitpark, in dem einst ein riesiger blauer Wal die Besucher anlockte, der noch zu sehen ist. In dem kleinen Ort Arcadia steht die Round Barn, eine restaurierte historische Rundscheune.
Das U-Drop-Inn in Shamrock ist ein Gebäude im Stil des Art déco, das einst als Tankstelle und Diner Café diente und durch den Film Cars berühmt wurde wie auch der alte Brownlee Diner in Glenrio. In Shamrock hat sich auch die alte Magnolia Station erhalten – eine Tankstelle, die mittlerweile restauriert wurde. Kurz hinter Amarillo befindet sich die Cadillac Ranch – ein Kunstwerk mit zehn schräg in der Erde versenkten Cadillacs.
In New Mexico führt die Route 66 vorbei an einer alten verlassenen Trading Post der „Whiting Brothers“ in dem winzigen Ort San Fidel. Am Ortseingang von Tucumcari steht das Blue Swallow Motel, dessen oft fotografierte Leuchtreklame eine blaue Schwalbe zeigt.

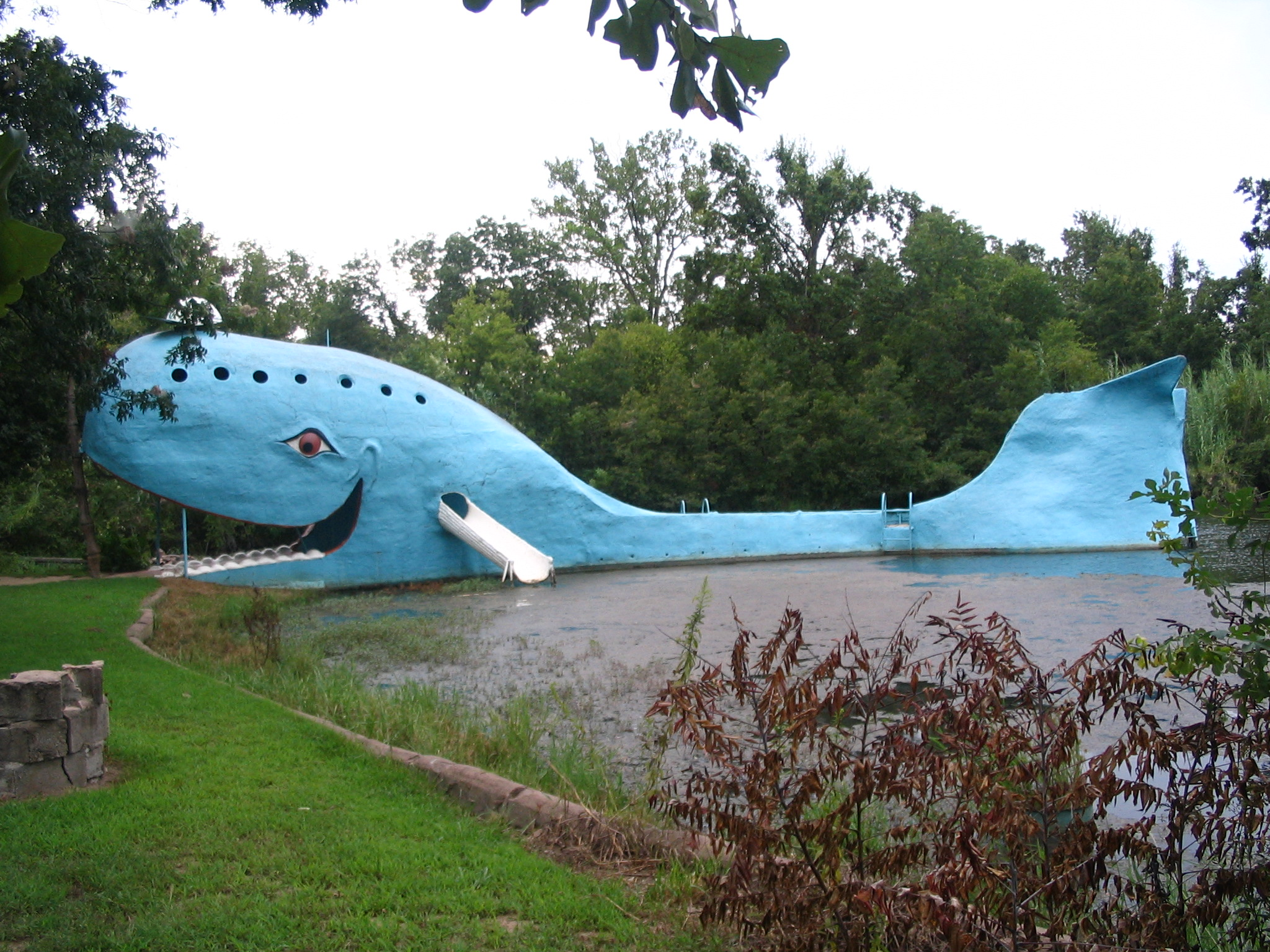
Blauer Wal in Catoosa
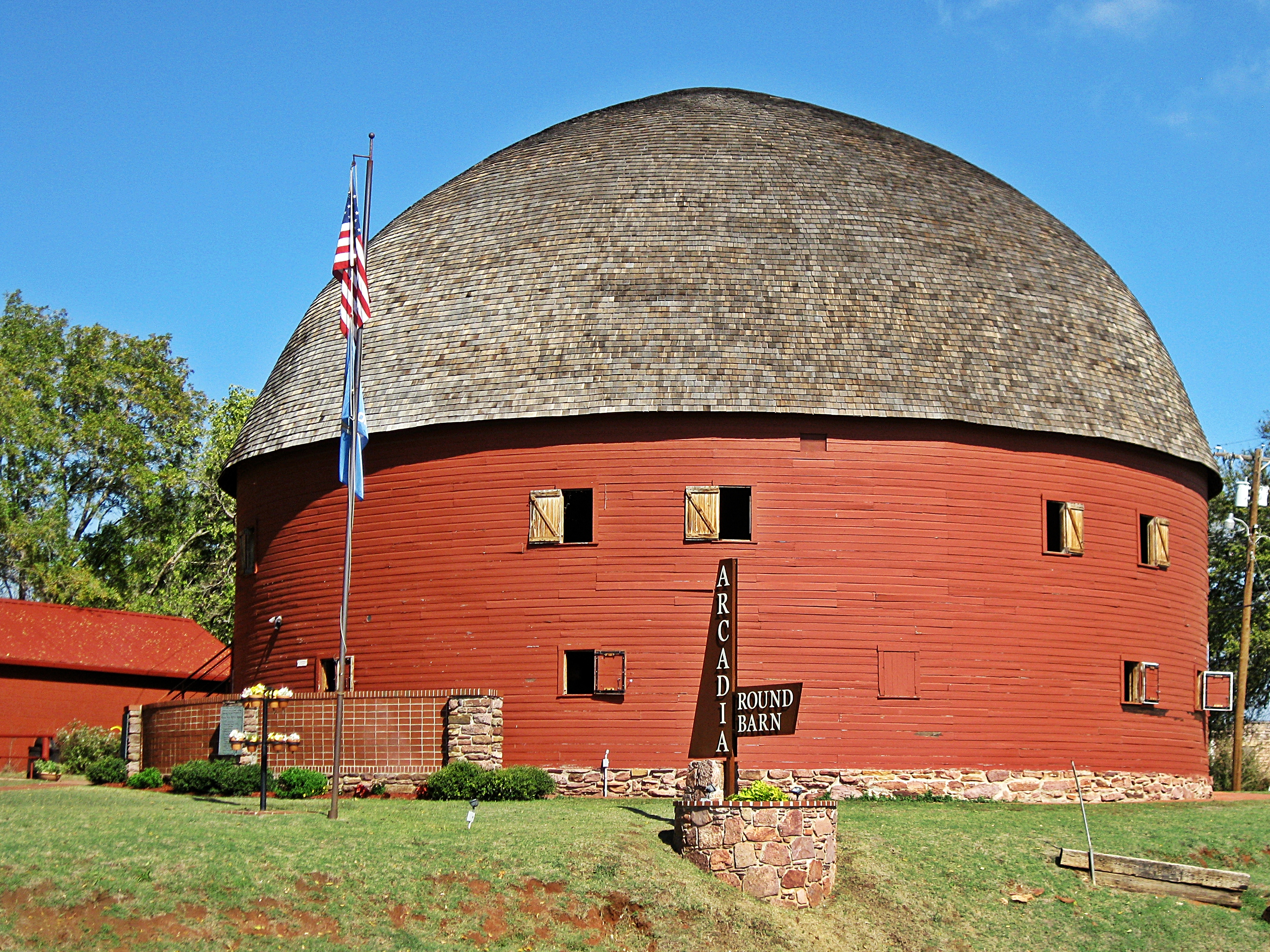
Die Round Barn in Arcadia
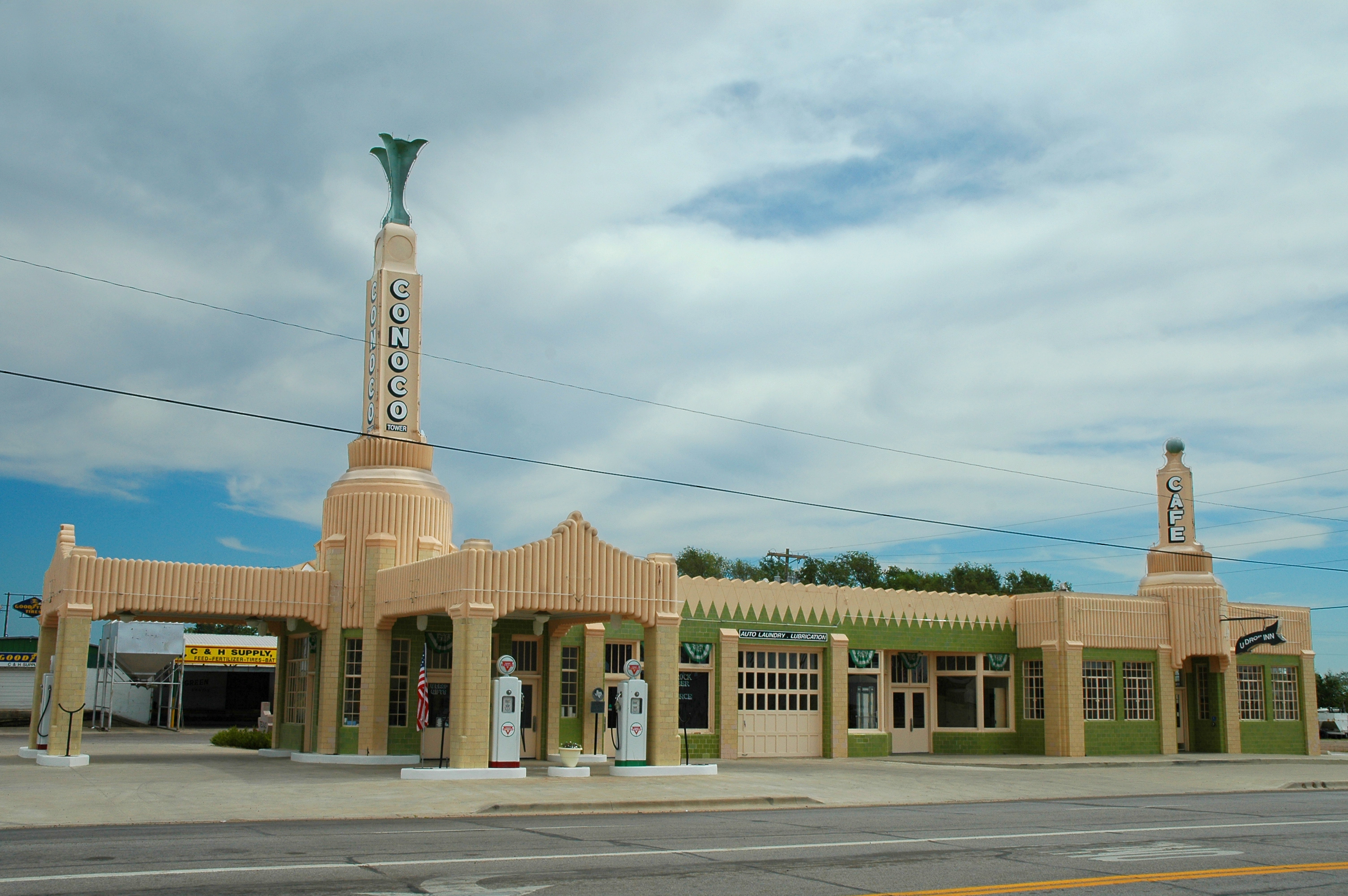
Ehemaliges U-Drop-Inn in Shamrock
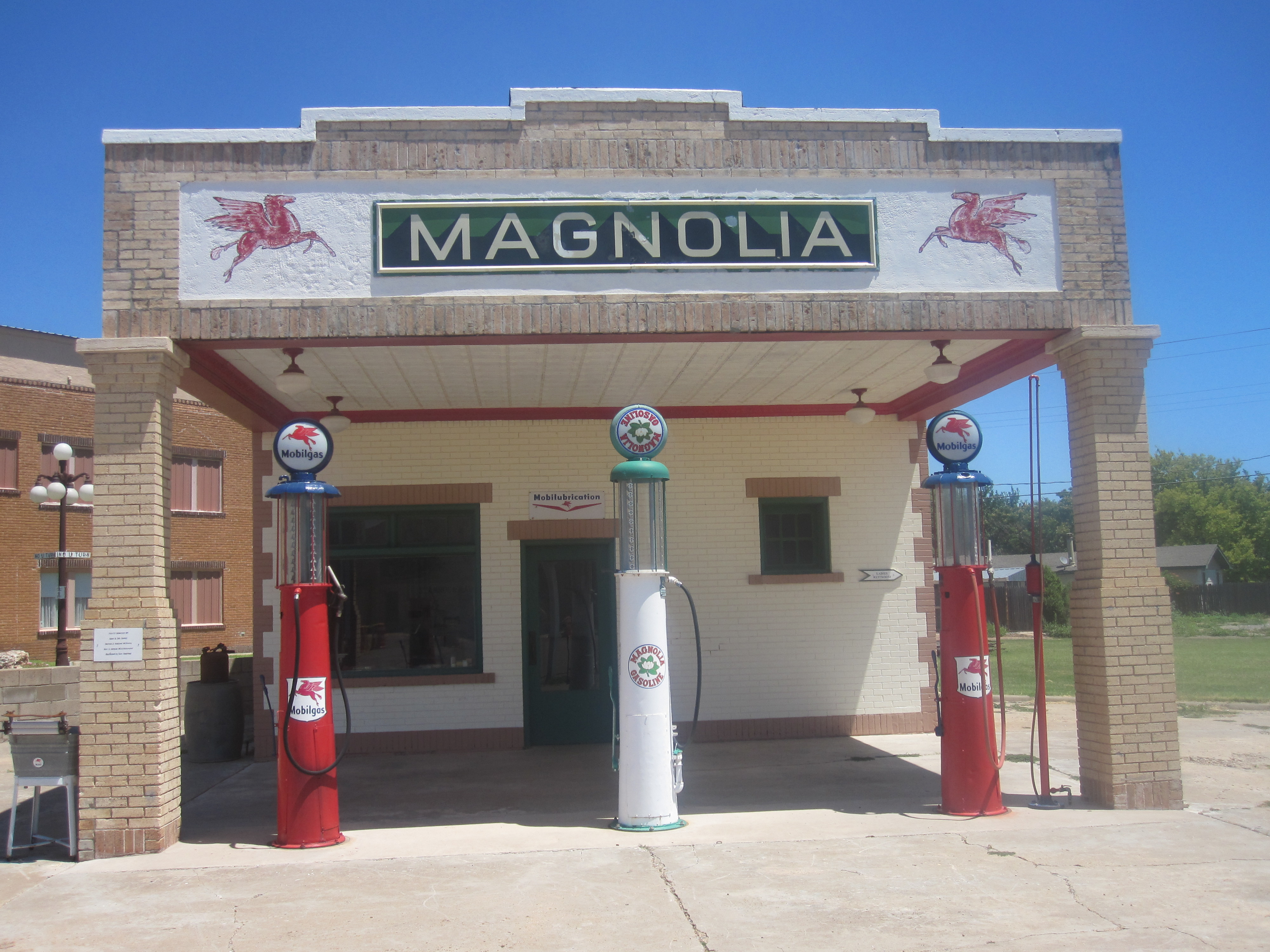
Magnolia Gas station in Shamrock
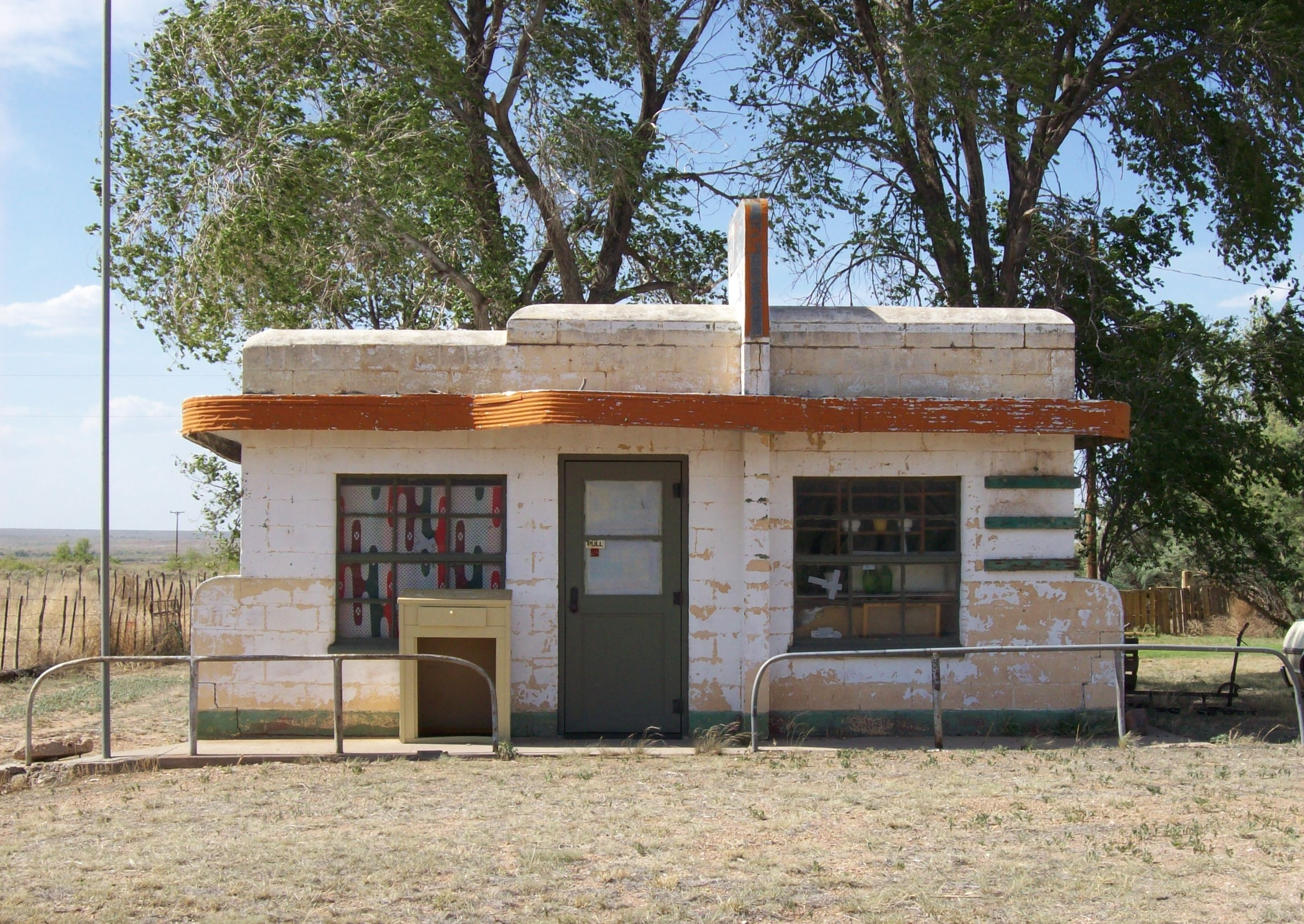
Das verlassene Brownlee Diner in Glenrio
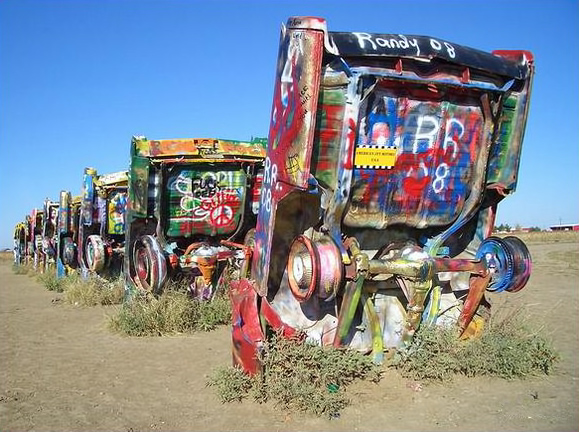
Cadillac Ranch nahe Amarillo
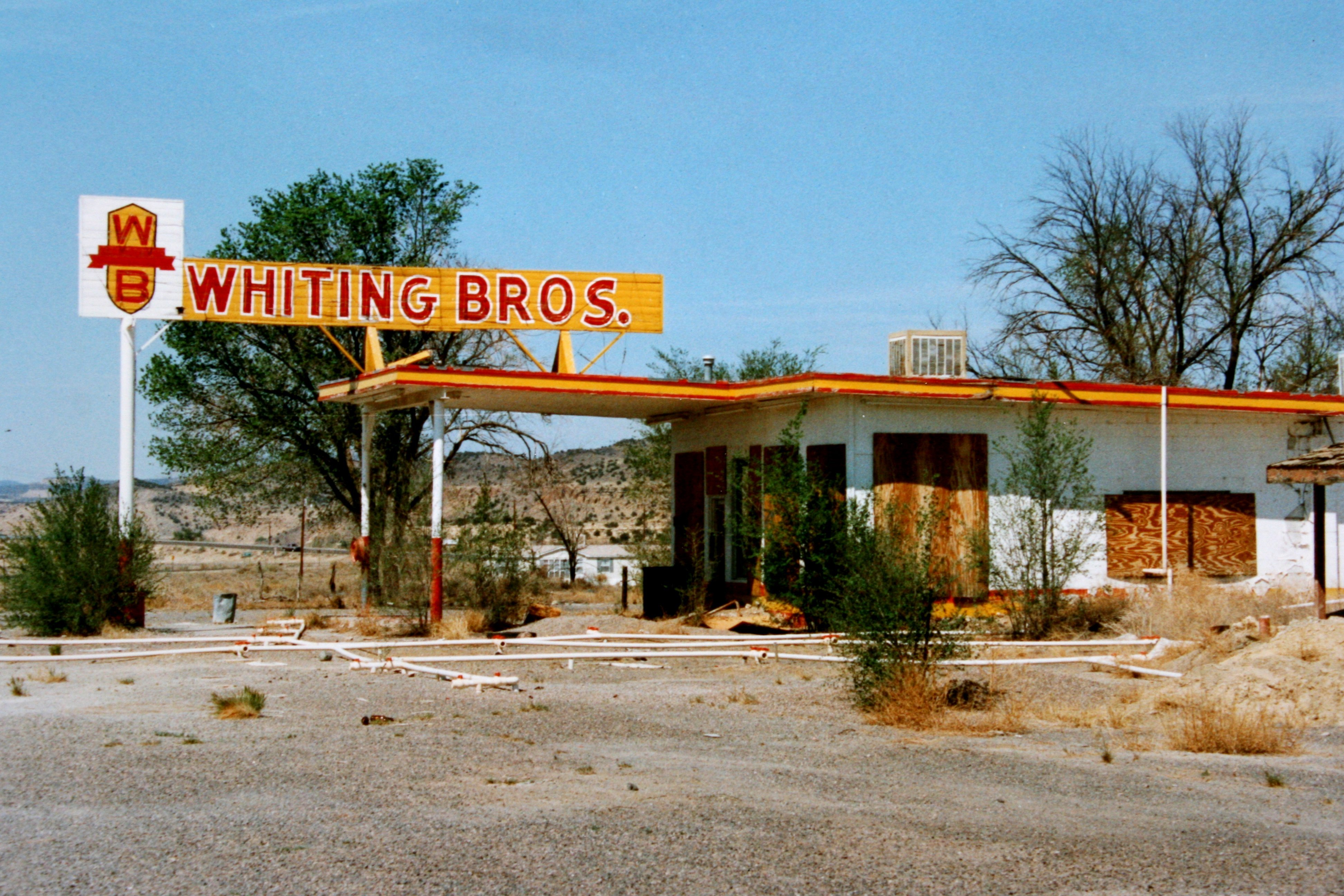
Alte Whiting Brothers Trading Post in San Fidel
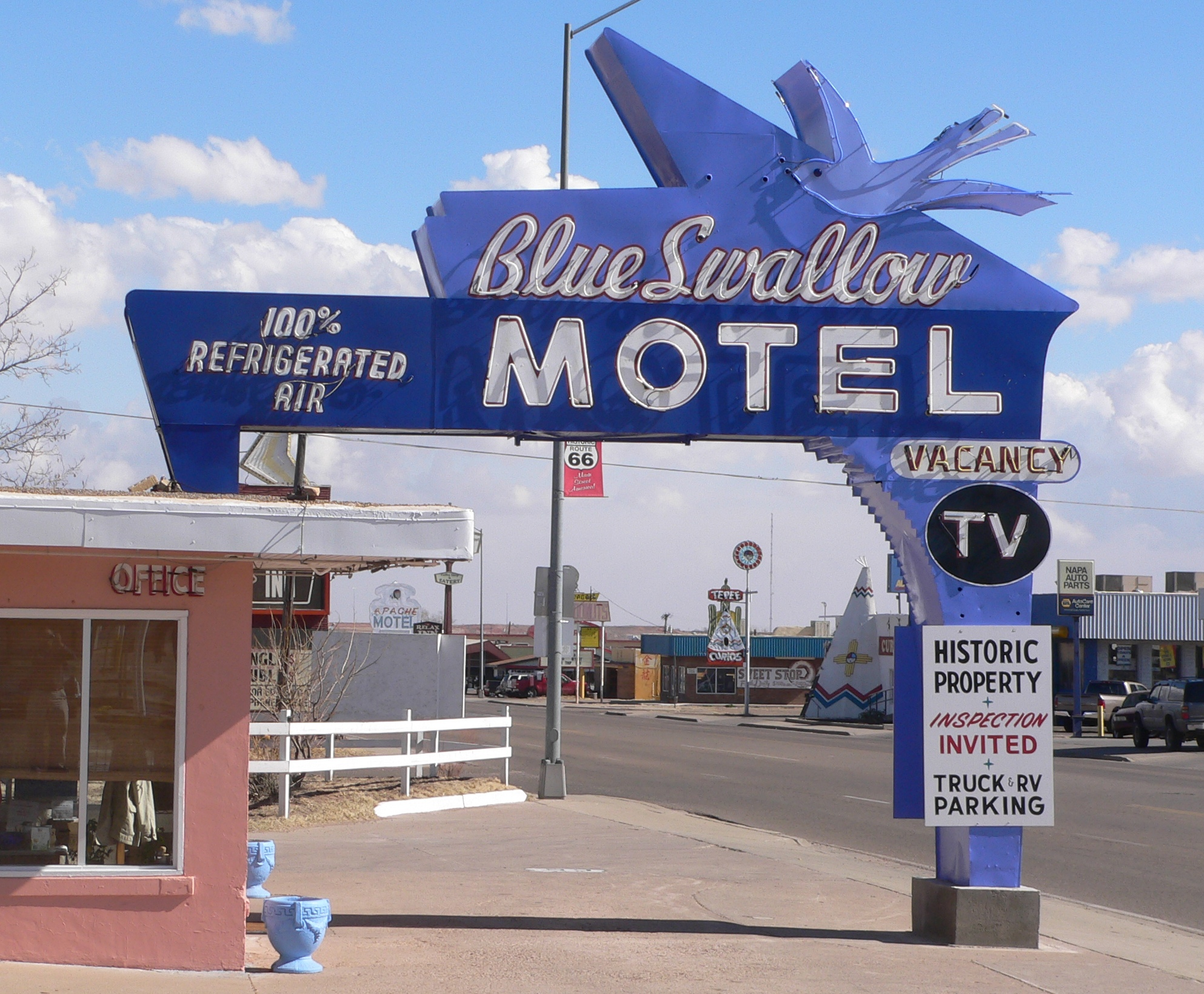
Das Blue Swallow Motel in Tucumcari

### Arizona und Kalifornien
In Holbrook befindet sich das Wigwam Motel im Stil alter Indianer-Zelte. Unweit der Stadt schlug vor 50.000 Jahren ein Meteorit ein, dessen Krater 1871 entdeckt wurde. Die Spuren sind im Meteor Crater noch deutlich zu sehen. Wenig später folgt Winslow, das durch den Song Take it Easy der Country-Rocker Eagles bekannt wurde.
Zwischen Needles und Barstow kommt man auf das längste noch erhaltene Stück der alten Route 66 in Kalifornien. Es wird auch National Trails Highway genannt, weil es ein ehemaliges Teilstück der Old National Trails Road ist, einer noch älteren Verbindung nach Westen als die Route 66. Man kommt bei Chambless an dem verlassenen Roadrunners Retreat Restaurant vorbei, ehe man in Amboy auf das aus zahlreichen Werbefilmen bekannte Werbeschild von Roy’s Café stößt. Auf diesem Abschnitt liegt auch der Ort Bagdad, der nur noch aus einem Ortsschild und ein paar Fundamenten besteht. Das aus dem Film Out of Rosenheim bekannte Bagdad Cafe steht ein ganzes Stück weiter in Newberry Springs in der westlichen Mojave-Wüste vor Barstow. Auf der Strecke von Barstow nach Victorville liegt Elmer’s Bottle Tree Ranch am Straßenrand; in Victorvilles Altstadt befindet sich das 1995 eröffnete California Route 66 Museum.
Die Route 66 führt quer durch Los Angeles Richtung Pazifik über den Sunset Boulevard und endet schließlich in Santa Monica am Pier des Yachthafens, dessen Schild ebenfalls aus zahlreichen Hollywood-Filmen bekannt ist.

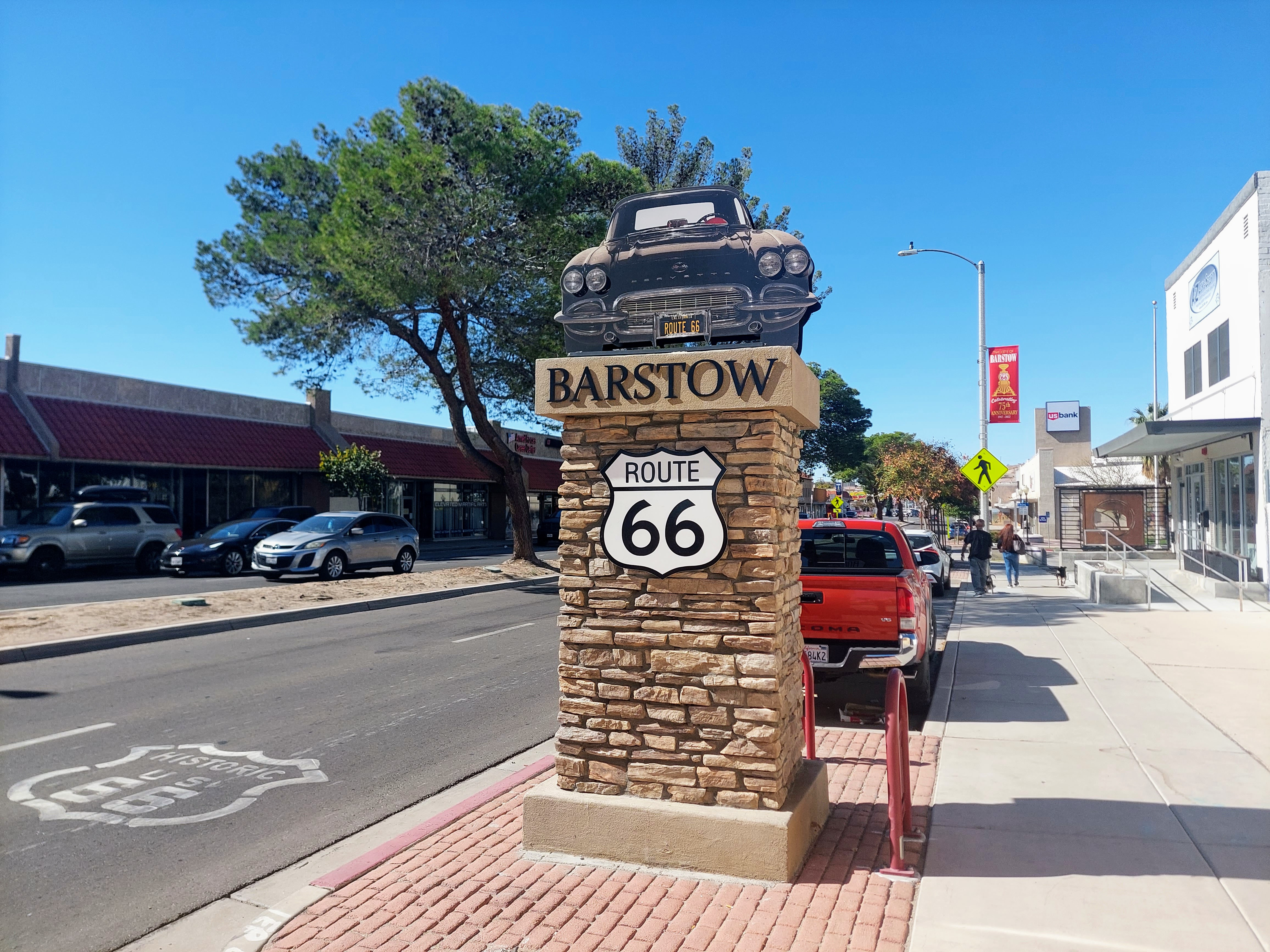
Main Street in Barstow
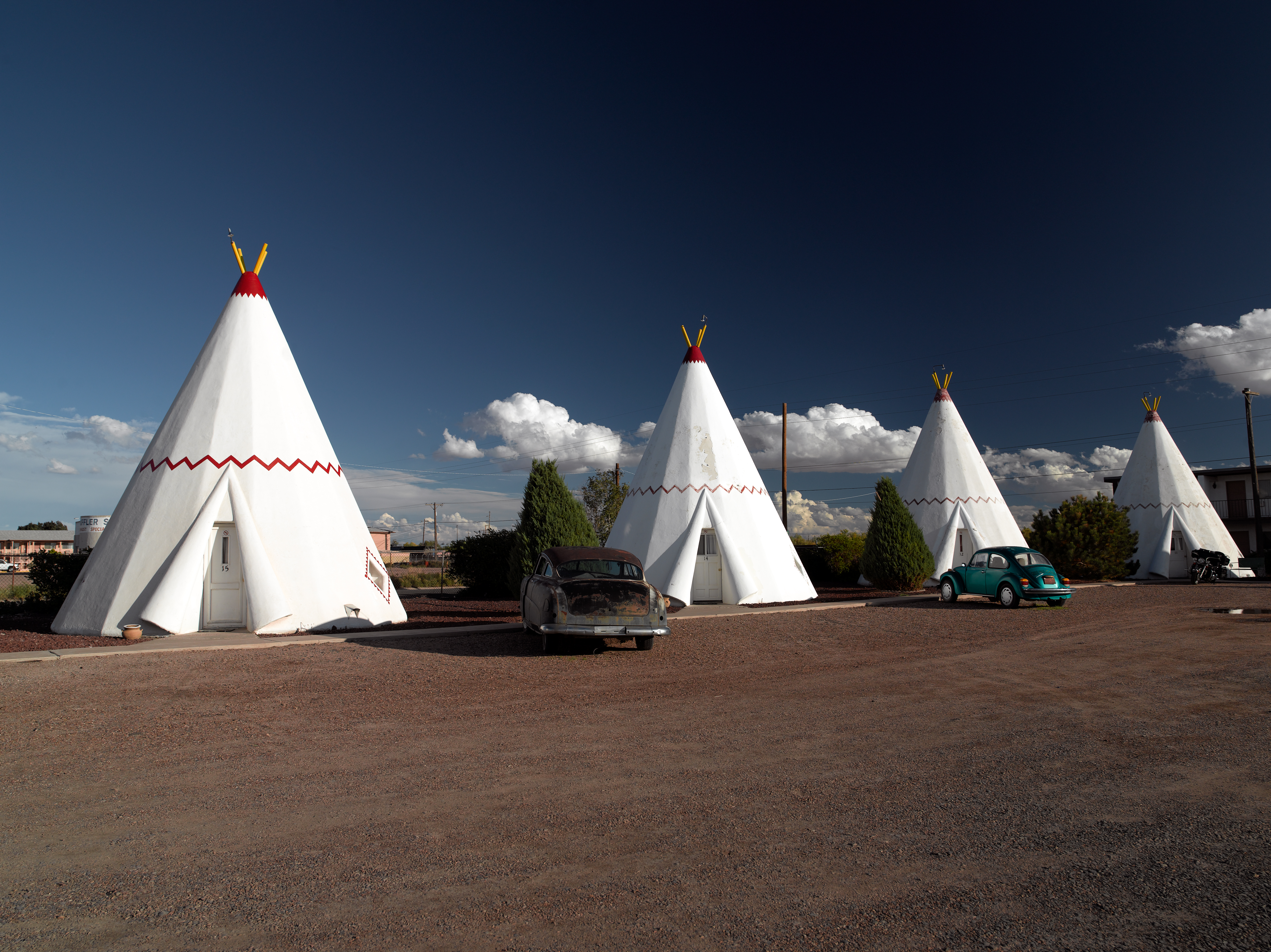
Wigwam Motel in Holbrook
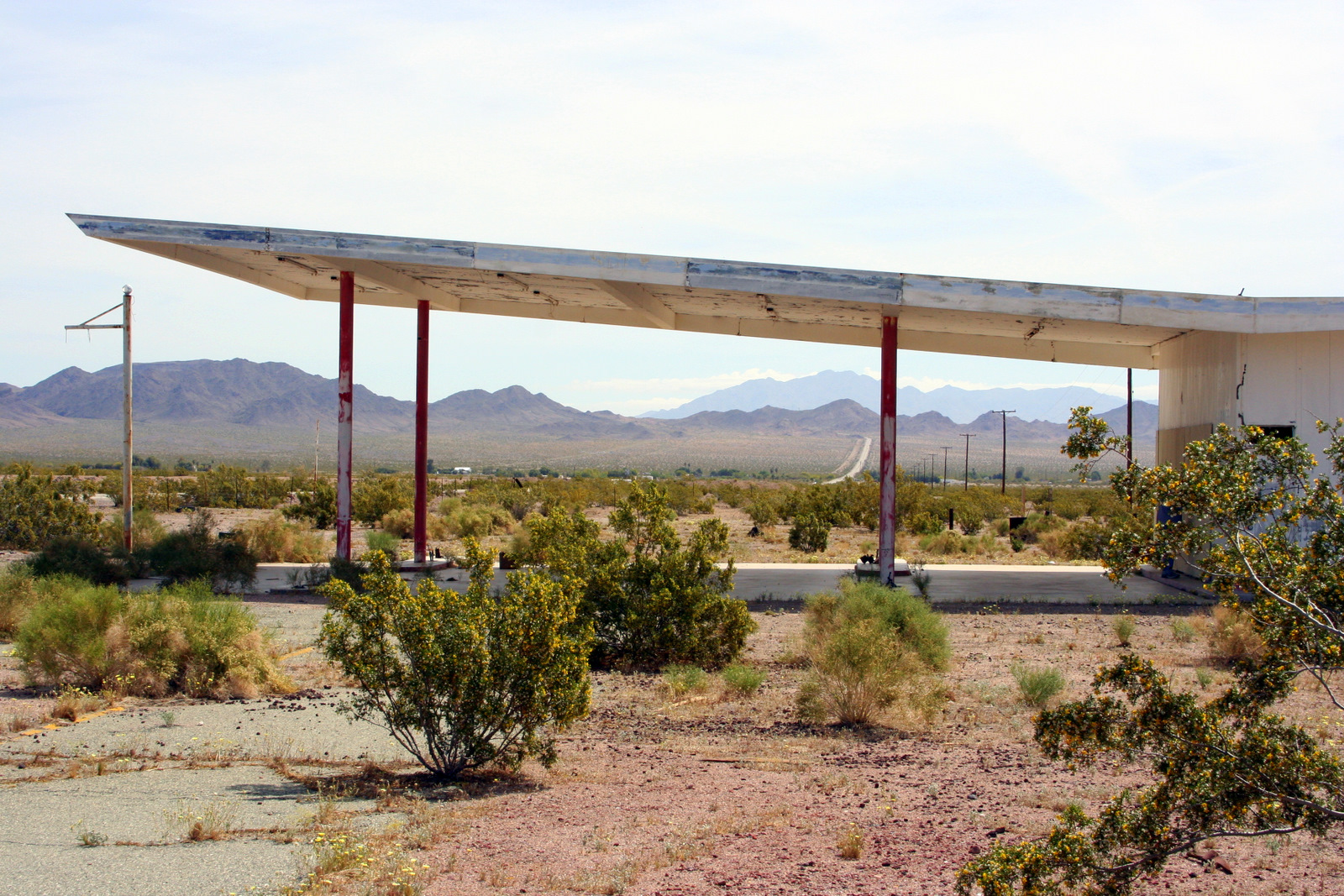
Verlassenes Roadrunners Retreat Restaurant
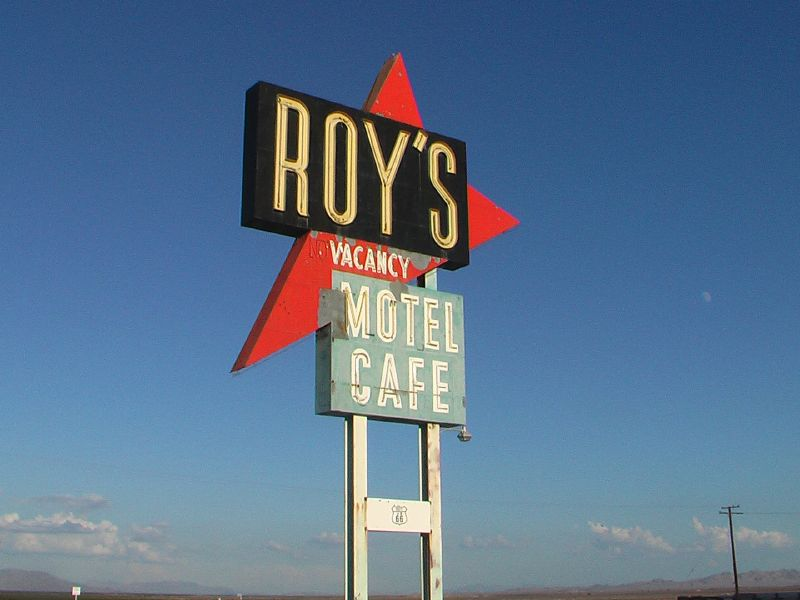
Roy’s Café in Amboy
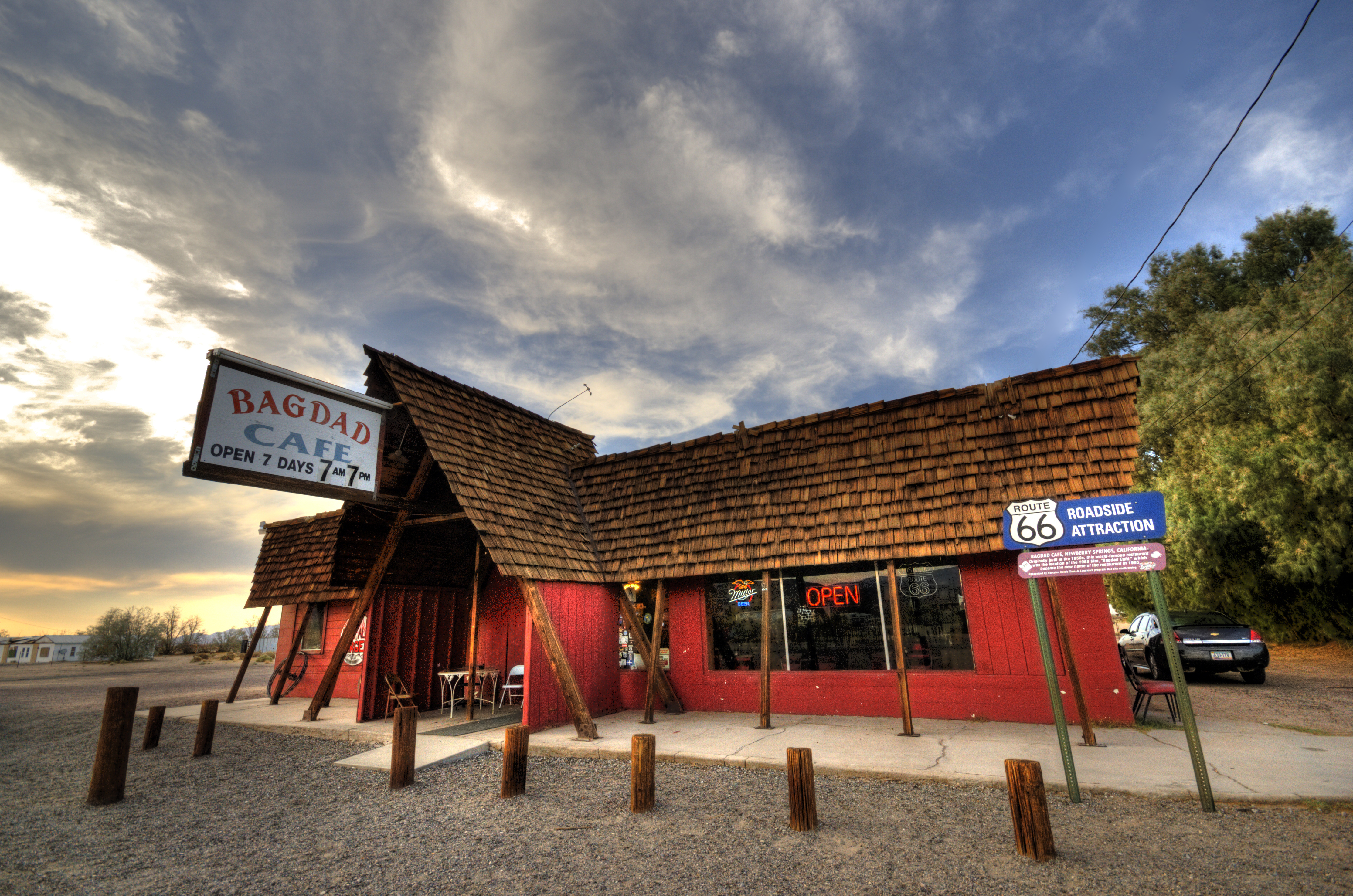
Das berühmte Bagdad Cafe aus dem Film Out of Rosenheim
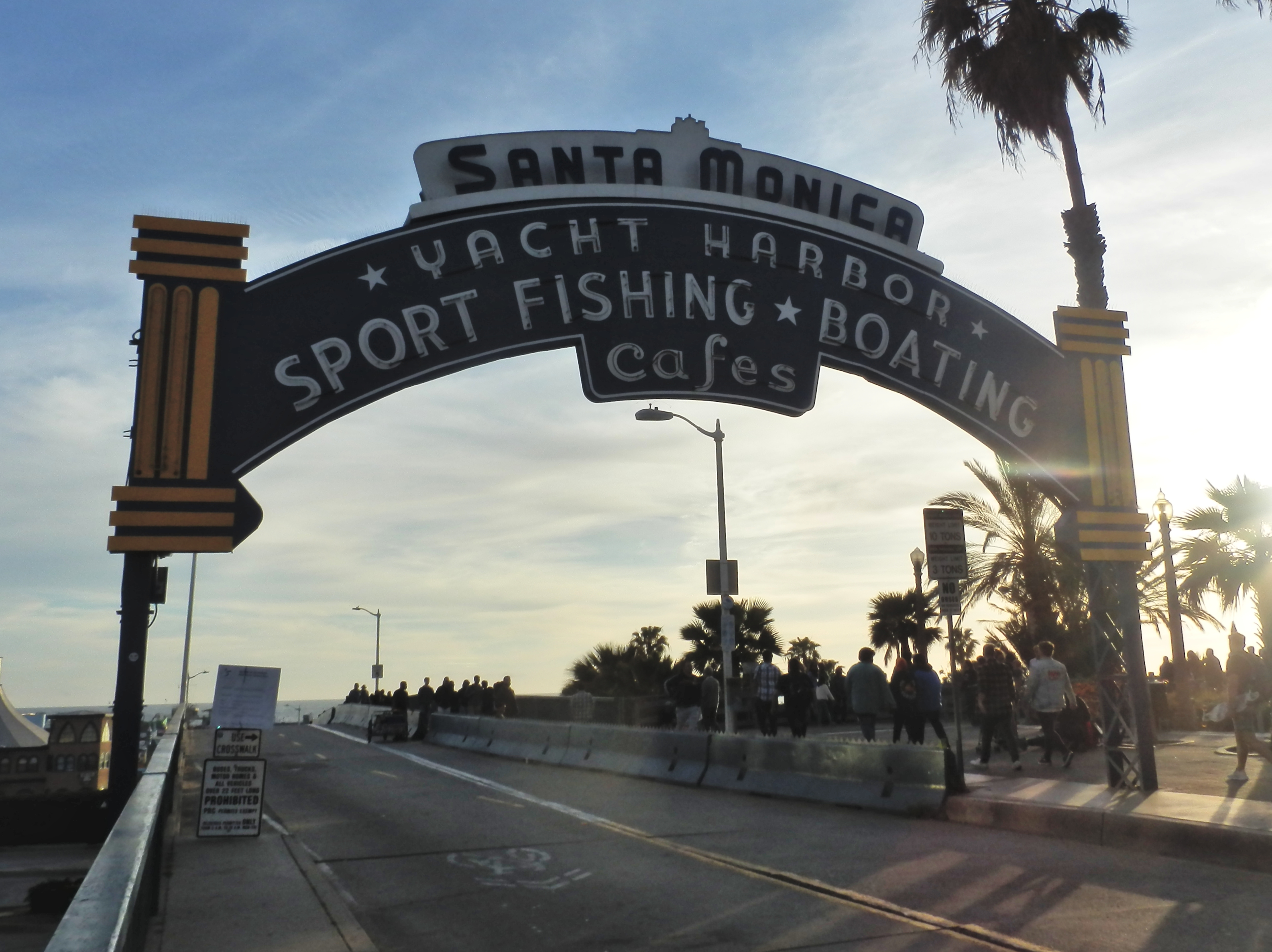
Symbol für das westliche Ende der Route 66: der Santa Monica Pier

## Heutige Nutzung

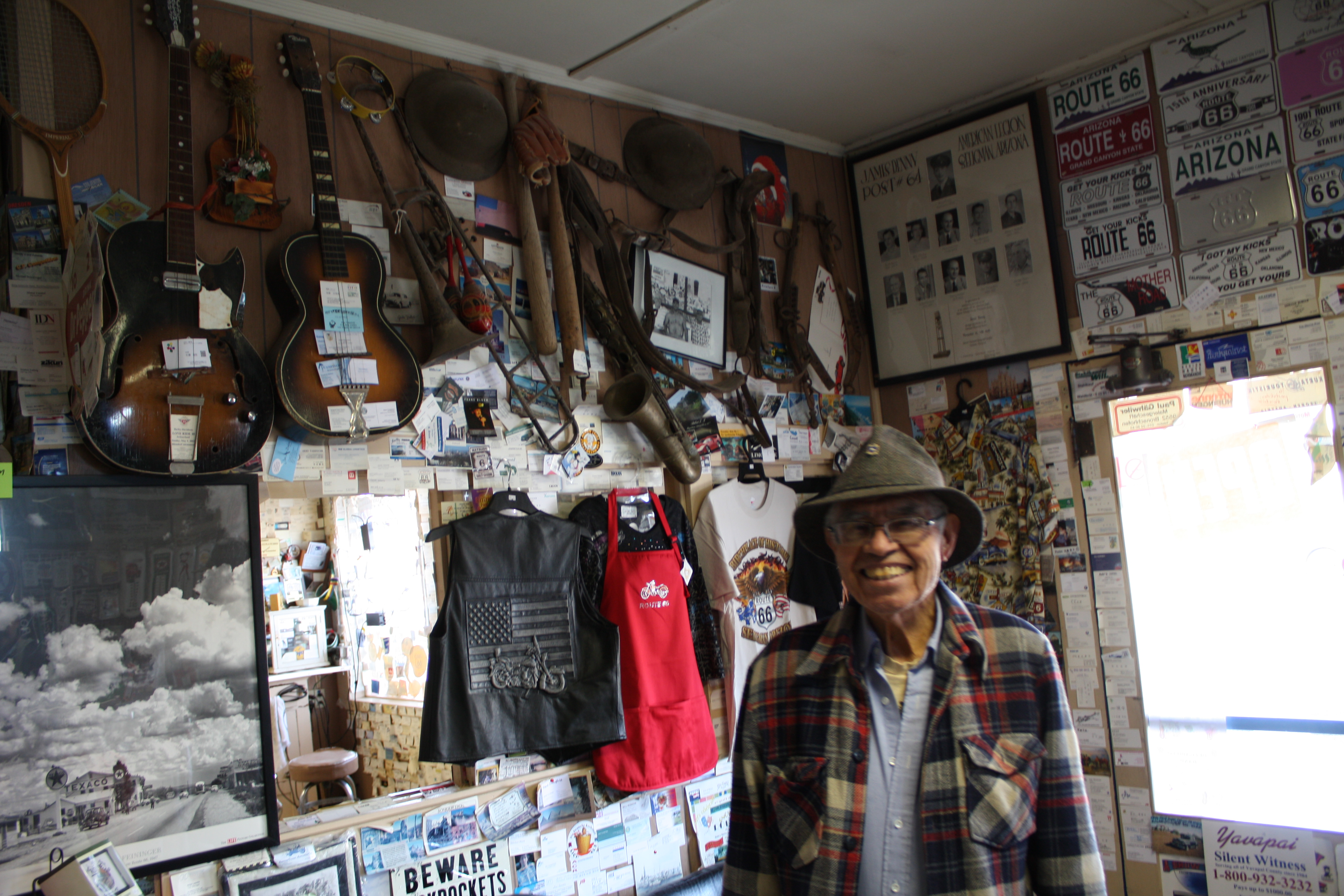
Angel Delgadillo in seinem Friseursalon in Seligman

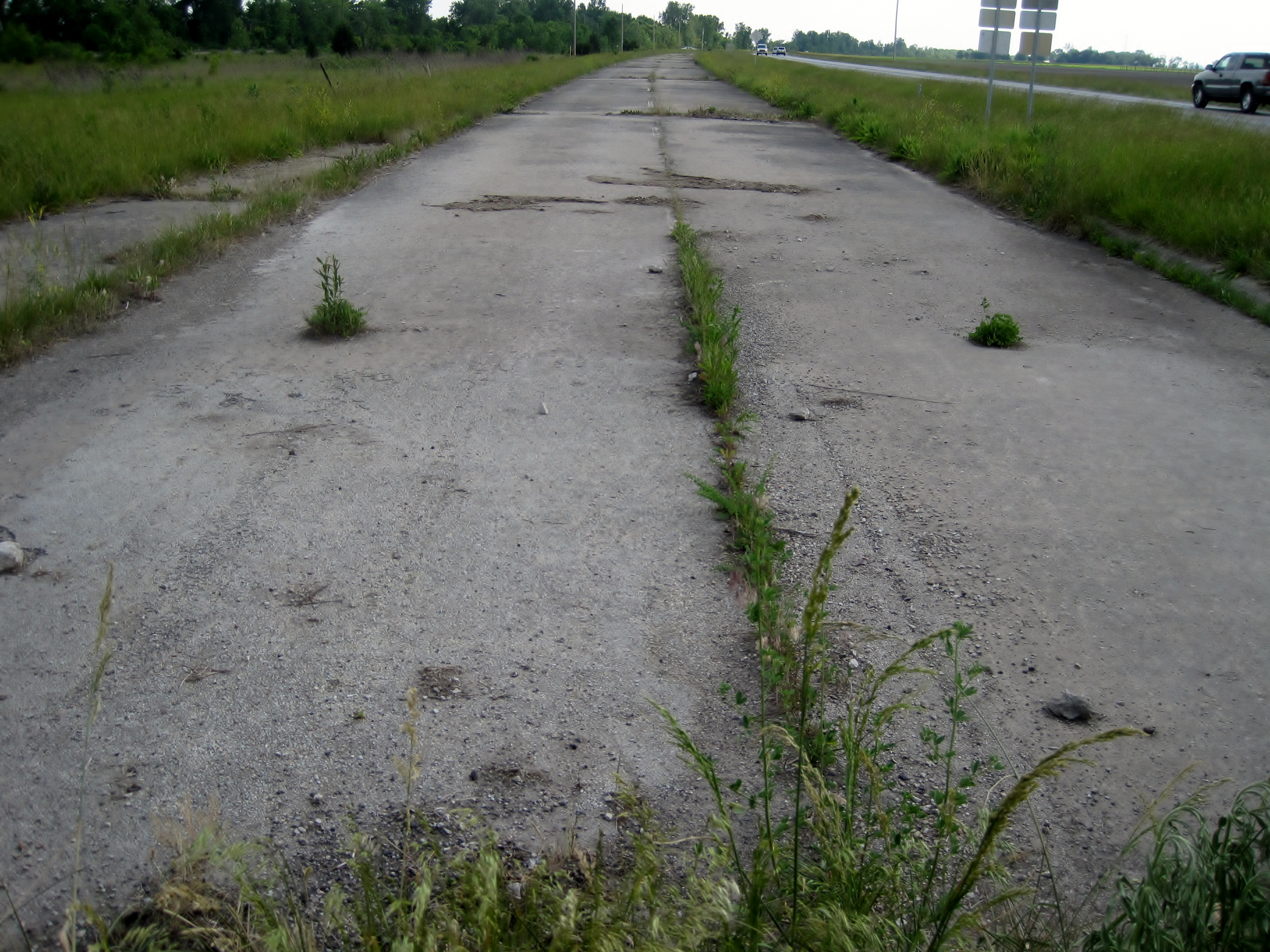
Große Teilstücke der alten Strecke verlaufen parallel neben modernen Straßen, wie hier in Illinois

Nachdem die letzten Teilstücke der alten Route 66 vom Durchgangsverkehr abgeschnitten waren, gründeten einige Anwohner um den engagierten Friseur Angel Delgadillo aus Seligman im Jahre 1987 die Route 66 Association, die sich darum bemüht, Touristen auf die ehemalige Hauptstraße Amerikas zu locken und ihre vergessenen Orte wieder in das Licht der Öffentlichkeit zu rücken. Mittlerweile hat die Organisation Zweigstellen in den Bundesstaaten Illinois, Missouri, Kansas, Oklahoma, Texas, New Mexico, Arizona und Kalifornien.
Eine Vielzahl von Büchern, Internetseiten, Film- und Reiseberichten über die Route 66 und ihren Mythos sind seitdem erschienen. Die Route 66 gilt vielen als Symbol für Freiheit, Ungebundenheit, Abenteuer und Aufbruchstimmung, sie steht nostalgisch-sentimental für die „gute alte Zeit“. In einigen Orten längs ihres früheren Streckenverlaufs gibt es Souvenirläden, kleine Museen oder Diner-Cafés und weitere noch originale Gebäude, wie ehemalige Restaurants, Tankstellen und Motels aus der Blütezeit der Straße, die aber teilweise leer stehen und an einigen Orten dem Verfall preisgegeben sind.
Seit September 2005 sind Teilstücke der Route 66 in Illinois, New Mexico und Arizona unter der Bezeichnung Historic Route 66 als National Scenic Byway ausgewiesen. Insgesamt sind 85 Prozent der Route 66 noch befahrbar, in Texas sogar 91 Prozent. Der größte Teil der etwa 3400 Kilometer langen noch befahrbaren Strecke ist aber einsam und verlassen und wird hauptsächlich von der einheimischen Bevölkerung genutzt. Lediglich die Teilstücke in der Nähe von touristischen Attraktionen sind stärker befahren.
Im Sommer 2001 und 2003 war die historische Route 66 Austragungsstrecke der American Solar Challenge, eines zehntägigen Solarmobil-Rennens, an dem jeweils über 40 internationale Teams teilnahmen.
Der Animationsfilm Cars aus dem Jahr 2006 nimmt an vielen Stellen Bezug auf die Route 66 und zeigt Gebäude entlang der Strecke, so das U-Drop-Inn Café in Shamrock (Texas) oder den verlassenen Brownlee Diner in Glenrio. Die zwischen 1960 und 1963 in den USA ausgestrahlte Fernsehserie Route 66 dagegen wurde überwiegend nicht an Original-Locations gedreht.